# Klimaatverandering
Klimaatverandering is in brede zin elke verandering in weer of klimaat over een lange periode in de geschiedenis van de Aarde. Een dergelijke verandering manifesteert zich het duidelijkst in een stijging of daling van de gemiddelde temperatuur, veranderingen van de heersende windrichting en van de waterkringloop en daarmee van de bewolking en de hoeveelheid neerslag op aarde. Deze veranderingen hebben invloed op verwoestijning, draslanden, overstromingen door buiten hun oevers tredende rivieren en de grootte van ijskappen en gletsjers. Op langere termijn hebben klimaatveranderingen ook invloed op zeestromingen, het zeeniveau en het zoutgehalte van het zeewater. De huidige klimaatverandering als gevolg van de opwarming van de aarde, gaat sneller dan elke abrupte veranderingen in het geologische verleden.
In het geologische verleden zijn er perioden geweest waarin het op land meest warm en vochtig was of juist erg heet en droog. Er zijn ook perioden geweest waarin het op aarde veel kouder was dan nu, zoals tijdens de ijstijden. De verschillen in klimaat gedurende de verschillende perioden zijn het grootst in de poolgebieden en rond breedtegraden waar in de moderne tijd een gematigd klimaat heerst. Ze zijn het kleinst rond de evenaar en tussen de keerkringen. De veranderingen in het klimaat en het effect ervan op de geschiedenis van de mens zijn het onderwerp van de historische klimatologie. Dit is een onderdeel van de paleoklimatologie, die de klimaatveranderingen in de hele geschiedenis van de Aarde bestudeert.
In het hedendaagse taalgebruik wordt met klimaatverandering meestal specifiek gedoeld op de veranderingen in het weer en klimaat ten gevolge van de opwarming van de aarde. De huidige klimaatverandering als gevolg van de opwarming van de aarde, gaat vermoedelijk sneller dan elke andere abrupte verandering in het geologische verleden.

## Terminologie
Opwarming van de aarde, klimaatverandering en klimaatcrisis worden dikwijls door elkaar gebruikt. Strikt genomen verwijst de opwarming van de aarde louter naar de toename van de gemiddelde oppervlaktetemperatuur, omvat klimaatverandering alle veranderingen in het weer en klimaat als gevolg van deze temperatuursstijging en omvat klimaatcrisis naast de opwarming en klimaatveranderingen ook de negatieve gevolgen voor de mensheid. Daarnaast benadrukt het woord klimaatcrisis de urgentie om maatregelen te nemen en de omvang van de schade op mens en natuur. Als laatste kan klimaatverandering ook worden gebruikt voor elke lange verandering in het klimaat in het geologische verleden, het onderwerp van dit artikel.

## Oorzaken en onderzoek

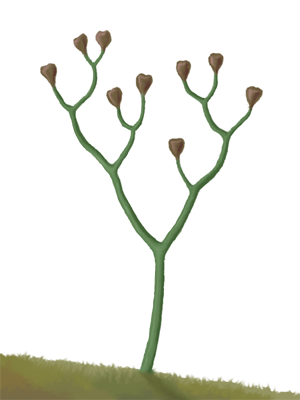
Cooksonia uit het Midden-Siluur, de oudst bekende landplant

Het klimaat op aarde wordt in de eerste plaats door de afstand van de Aarde tot de zon en de zonneactiviteit bepaald. De hoek tussen de aardas en de aardbaan, de verdeling van de werelddelen over het aardoppervlak en de invloed van het broeikaseffect in de atmosfeer spelen een belangrijke rol. Klimaatveranderingen worden voor een groot deel bepaald door het verschuiven van de continenten en veranderingen van de samenstelling van de atmosfeer. Grote natuurrampen hebben in het verleden vrijwel zeker klimaatveranderingen veroorzaakt of in gang gezet. Het zijn factoren die volgens het Systeem Aarde met elkaar samenhangen.
Het klimaat en klimaatveranderingen bepalen welke ecosystemen op aarde voorkomen en hoe ecosystemen zich ontwikkelen. Daarmee zijn klimaatveranderingen, samen met de platentektoniek, belangrijke drijvende krachten achter de evolutie van de organismen die in de verschillende biotopen van deze ecosystemen voorkomen. Aan de andere kant beïnvloeden de organismen die op aarde leven het klimaat en de klimaatveranderingen. Zodoende bestaat er een terugkoppeling tussen populaties van de verschillende organismen en het klimaat en de ecosystemen waarin ze leven. Een voorbeeld hiervan is de CLAW-hypothese, waarin er een terugkoppeling bestaat tussen fytoplankton en het albedo van de bewolking. De terugkoppeling kan zowel positief als negatief zijn.
De snelheid waarmee klimaatveranderingen zich voltrekken varieert sterk. Deze veranderingen kunnen traag en geleidelijk verlopen maar ook snel en schoksgewijs. Bovendien verlopen klimaatveranderingen niet overal even snel en op dezelfde manier. De oorzaken en gevolgen van klimaatverandering in het verleden zijn het onderwerp van veel multidisciplinair natuurwetenschappelijk onderzoek. Onderzoeksvelden waarin klimaatverandering een rol speelt zijn bijvoorbeeld sedimentologie, paleontologie, geochemie en atmosferische fysica. Hoe verder men teruggaat in het verleden, hoe ingewikkelder en moeilijker het onderzoek naar klimaatveranderingen wordt, omdat de benodigde data steeds schaarser en grofkorreliger wordt.

## Klimaatveranderingen in het geologische verleden

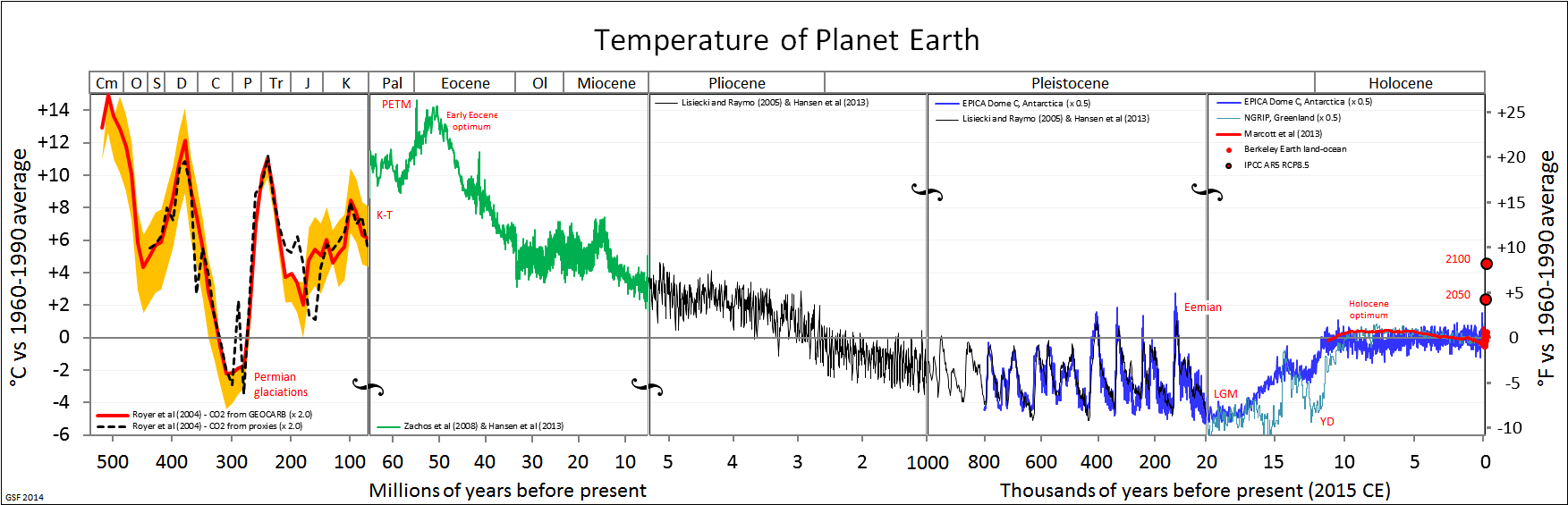
Logaritmisch temperatuurverloop op aarde weergegeven over de afgelopen 542 miljoen jaar, sinds het begin van het Cambrium tot op heden. Het Precambrium ontbreekt in de afbeelding.

### Geologische tijdschalen

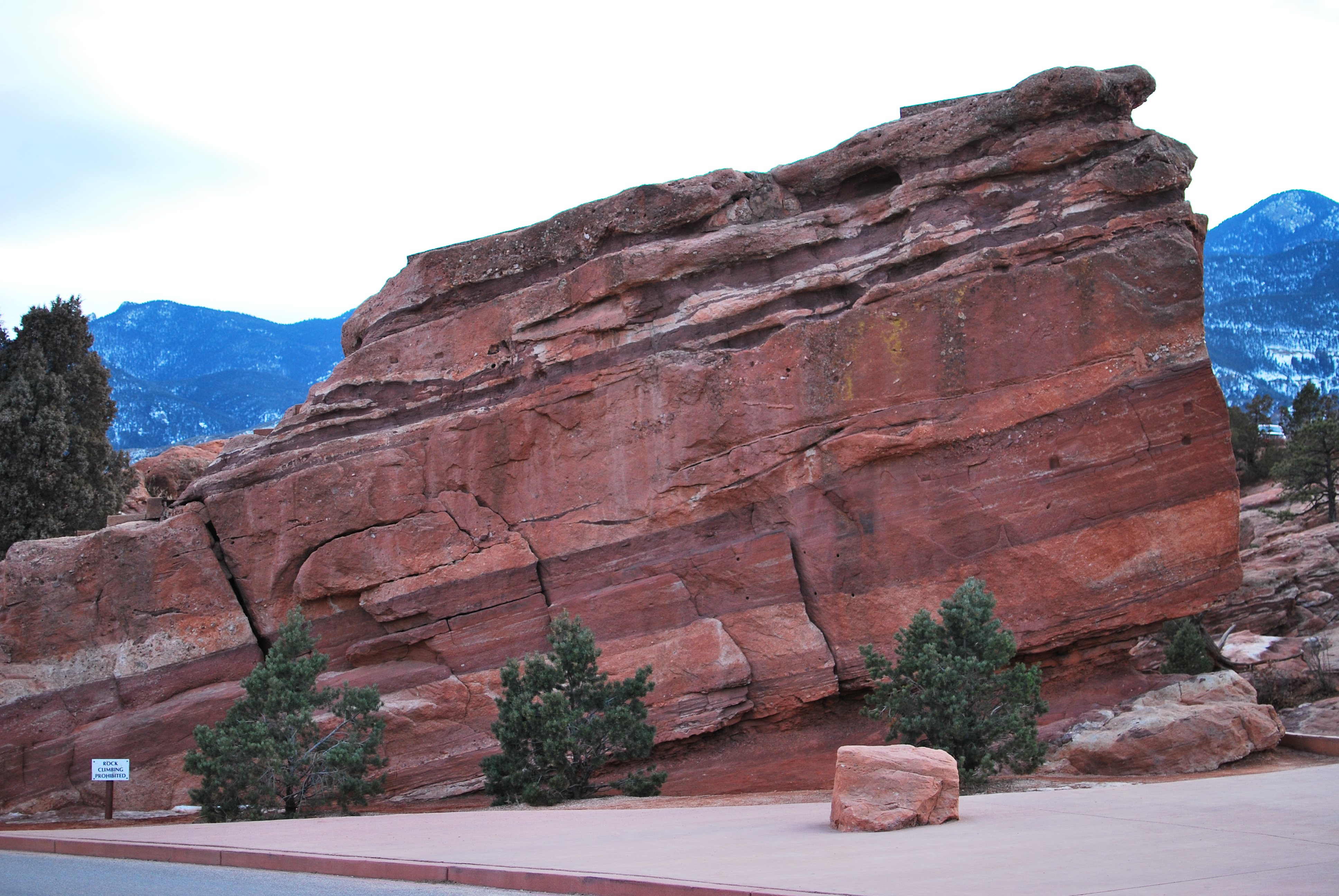
Een rotspartij met een geologische gelaagdheid: Steamboat Rock in de 'Tuin der goden, een natuurpark in Colorado Springs (VS)

De indeling van de geologische tijdschaal is gebaseerd op de afzettingen in de bodem en gesteente, vondsten van fossielen en dateringen daarvan. De ontwikkeling van fossiele flora en fauna in gesteente geeft aanwijzingen over hoe het klimaat zich ontwikkeld heeft. Directer bewijs wordt vergaard uit de verhouding van stabiele isotopen in gesteentelagen. Deze geven aan hoe de samenstelling van de atmosfeer in het verleden veranderde.
De evolutie van de flora heeft bij onderzoek naar de ontwikkeling van de atmosfeer meer gewicht, aangezien planten zuurstof produceren en het broeikasgas kooldioxide vastleggen. Planten spelen een belangrijke rol in de koolstofkringloop en hebben daarom belangrijke invloed op de samenstelling van de atmosfeer.

### Precambrium

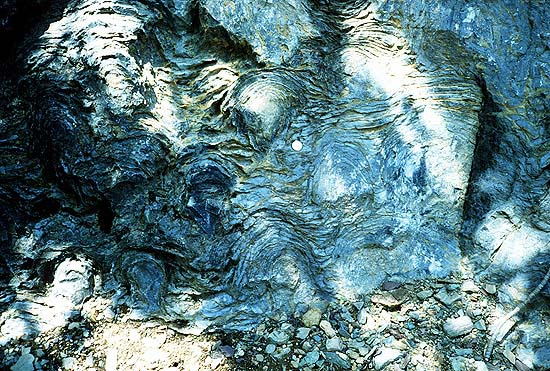
Stromatolieten uit het Precambrium in de Siyeh-formatie, Glacier National Park (Montana, VS)

Het Precambrium, tussen 4.560 en 542 miljoen jaar geleden, beslaat een periode van ongeveer vier miljard jaar, dat is meer dan 85% van de tijd dat de Aarde bestaat. Aan het begin van het Precambrium werd de aardkorst gevormd. Deze periode kenmerkte zich, vooral aan het begin, door grote vulkanische activiteit en inslagen van meteorieten en kometen. Het eerste leven ontwikkelde zich na verloop van tijd waarna primitieve algen de koolstofdioxide, waaruit een groot gedeelte van de vroege atmosfeer bestond, door middel van fotosynthese begonnen om te zetten in zuurstof en organische verbindingen, zoals koolhydraten, vetzuren en aminozuren.

#### Archeïcum
Het klimaat tijdens het Archeïcum, aan het begin van het Precambrium tussen 4.560 miljoen jaar tot 2.500 miljoen jaar geleden, moet aanvankelijk, tijdens het Hadeïcum, zeer heet zijn geweest. Van de eerste 400 miljoen jaar van de Aarde zijn tot op heden geen gesteenten gevonden. Tegen het eind van het Hadeïcum was de lithosfeer flink afgekoeld en relatief stabiel geworden. De atmosfeer bestond waarschijnlijk uit een mengsel van gassen waaronder waterdamp, stikstof, waterstof, methaan, waterstofsulfide, ammoniak, koolstofdioxide en koolstofmonoxide.
Continenten waren nog niet aanwezig en de dunne instabiele aardkorst bestond uit kratons die grotendeels onder water stonden. De wereldoceaan lag vol met kleine eilandjes. Het klimaat was daardoor waarschijnlijk relatief homogeen. De atmosfeer bevatte relatief hoge concentraties broeikasgassen zoals koolstofdioxide, methaan en ammoniak. Hoewel de zonneactiviteit relatief laag was, was het mede door de aanwezigheid van deze broeikasgassen warm. De eerste vormen van leven zijn waarschijnlijk al rond 4,0 tot 3,6 miljard jaar geleden, halverwege het Archeïcum, ontstaan. Het betrof de eerste primitieve extremofiele soorten bacteriën die archaea worden genoemd. De oudste stromatolieten die op leven wijzen, zijn in West-Australië en Canada gevonden en zijn waarschijnlijk 3.500 miljoen jaar oud.

#### Paleoproterozoïcum

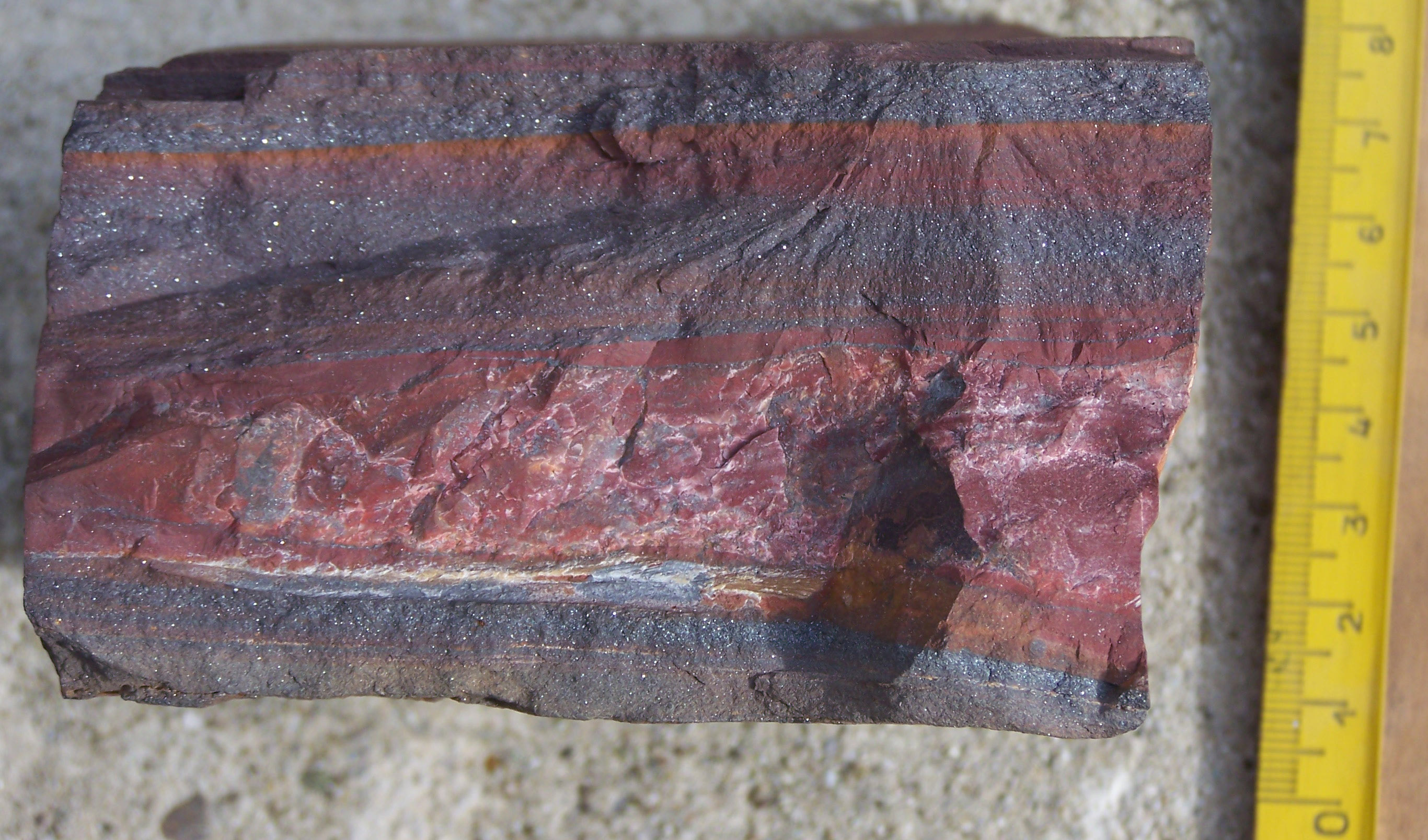
IJzeroxidelagen in gesteente uit het Paleoproterozoïcum

Het Paleoproterozoïcum duurde van 2.500 tot 1.600 miljoen jaar (Ma) geleden. De Huronische ijstijd is de oudste bekende ijstijd die duurde van 2.400 tot 2.100 miljoen jaar geleden gedurende het Siderium en het Rhyacium aan het begin van het Paleoproterozoïcum. Deze ijstijd was waarschijnlijk het gevolg van de eerste 'zuurstofcrisis'.
Aanvankelijk werd vrijwel alle door de primitieve cyanobacteriën geproduceerde zuurstof aan het ijzer gebonden dat tijdens deze periode nog in opgeloste vorm in water aanwezig was. Nadat alle ijzer aan het aardoppervlak was geoxideerd steeg de zuurstofconcentratie in de atmosfeer. Vrijwel alle methaan uit de atmosfeer verdween eveneens door oxidatie, waardoor de atmosfeer sterk afkoelde. Methaan is een sterk broeikasgas.

#### Neoproterozoïcum

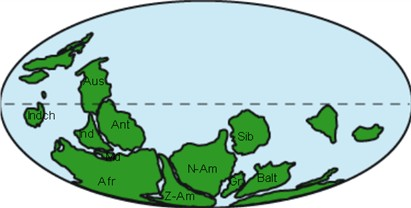
Het omstreden supercontinent Pannotia

In de laatste periode van het Precambrium, het Neoproterozoïcum van 900 tot 542 miljoen jaar (Ma) geleden, kende de aarde tijdens het Cryogenium twee ijstijden. Tijdens de laatste periode was vrijwel de hele aarde met ijs bedekt, de zogenaamde sneeuwbalaarde van rond 650 Ma en mogelijk 710 of 750 Ma geleden. Het meeste kooldioxide was uit de atmosfeer verdwenen en in het ijs opgeslagen. Door de hoge reflectie was de inkomende warmte-energie van de Zon met ongeveer 8% afgenomen. Tijdens deze periode zijn de eerste Metazoa en Bilateria, de voorouders van de meeste dieren, ontstaan.
De continentale massa was tussen 600 en 540 miljoen jaar geleden volgens sommige onderzoekers voornamelijk gelokaliseerd rond de huidige zuidpool op het supercontinent Pannotia. De ligging van een groot continent op of rond een van de polen, in combinatie met de sterk gedaalde concentratie koolstofdioxide in de atmosfeer, kan het optreden van de ijstijden tijdens het Cryogenium verklaren.
Tijdens het Precambrium hebben zich grote veranderingen in het klimaat, in de samenstelling van de aardkorst en in de evolutie voorgedaan. De huidige olie- en gasvoorraden zijn in deze periode ontstaan.

### Paleozoïcum
Tijdens het Paleozoïcum, de eerste era van het Fanerozoïcum tussen 542 en 251 miljoen jaar geleden, vindt een grote evolutionaire ontwikkeling plaats. Voor de klimatologische ontwikkelingen is de verovering van het land door levende organismen van het grootste belang. Die verovering van het vasteland vond plaats in een periode tussen ongeveer 450 en 300 miljoen jaar geleden.

#### Cambrium tot Carboon
Toen aan het einde van het Precambrium, 542 miljoen jaar geleden, het ijs smolt kwam het kooldioxide uit het ijs vrij en veranderde het klimaat van een 'ijskast' in een 'broeikas'. Aangenomen wordt dat deze geologisch gezien plotselinge klimaatverandering aan het begin van het Cambrium de Cambrische explosie heeft veroorzaakt. De zeebodem was met eenvoudige wieren en koralen begroeid en werd bevolkt door weekdiersoorten.
Na het Cambrium volgde 488 miljoen jaar geleden het Ordovicium dat warm begon met een hoog zeeniveau en na een afkoeling in een ijstijd eindigde tijdens het Hirnantien. Tijdens het Siluur, van 443,7 tot 416 miljoen jaar geleden, liep de temperatuur weer op en heerste er een warm en vochtig klimaat. De biodiversiteit in de wereldzeeën groeide sterk. Er zijn aanwijzingen dat het klimaat gedomineerd werd door stormen. De zee werd bevolkt door vissen die in een vegetatie van wieren rondzwommen. Op land ontstonden de eerste primitieve plantensoorten, zoals mossen en varens, en primitieve insecten zoals springstaarten.
In het midden van het Devoon, van 416 tot 359,2 miljoen jaar geleden, veranderde het klimaat van vochtig en warm naar droog en heet. Op land ontstonden de eerste primitieve bossen. Aan het eind van het Devoon doet zich de Laat-Devonische extinctie voor die vermoedelijk het gevolg geweest is van klimaatverandering ten gevolge van de daling van de kooldioxideconcentratie in de atmosfeer. Deze daling van de kooldioxideconcentratie zou het gevolg geweest zijn van de efficiënte fotosynthese door de nieuw geëvolueerde landplanten.

#### Carboon tot Perm

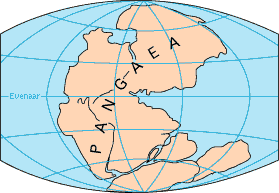
Het supercontinent Pangea zoals het 250 tot 210 miljoen jaar geleden bestond

Het Carboon, van 359,2 tot 299 miljoen jaar geleden, werd bij aanvang gekenmerkt door een warm en vochtig klimaat. De plantengroei ontwikkelde zich explosief en er ontstonden uitgestrekte bossen en kustmoerassen met bomen tot zo'n 30 meter hoogte. Voor het eerst in de evolutie raakte een aanzienlijk deel van de continenten dicht begroeid met planten en bomen. Reptielen, amfibieën en insecten gedijden goed in deze omgeving. Het was in het Westfalien dat de in noordwest Europa en het noordoosten van Noord-Amerika uitgestrekte koolvoorkomens werden afgezet. Aan het einde van het Carboon was de Aarde aanzienlijk afgekoeld waarschijnlijk door de afname van de kooldioxodeconcentratie in de atmosfeer.
In het Perm, van 299 tot 251 miljoen jaar geleden, heerste er een droog klimaat met grote temperatuurverschillen. Er zijn aanwijzingen gevonden dat er in deze periode gletsjers hebben bestaan en dat er sprake is geweest van ijstijden. Op grote delen van de continenten heerste een klimaat dat waarschijnlijk te vergelijken was met het huidige klimaat in delen van Centraal-Azië en Noord- en Oost-Afrika.

#### Perm-Trias-massa-extinctie en Trias
De grens tussen het Perm en het Trias, 251 miljoen jaar geleden, werd bepaald door de Perm-Trias-massa-extinctie. Dat was de grootste massa-extinctie uit de Aardse geschiedenis die zich over een periode van ongeveer 80.000 jaar uitstrekte. Ze is waarschijnlijk veroorzaakt door een hoge vulkanische activiteit in de Siberische Trappen die voorafgegaan werd door een lange periode van verlaagde vulkanische activiteit. Volgens de huidige inzichten was er in de periode voor deze massa-extinctie een gestage klimatologische opwarming door de vertraging van geofysische processen die de vulkanische activiteit bepalen. De toename van de kooldioxideconcentratie in de atmosfeer die daarvan het gevolg was veroorzaakte een opwarming van het oceaanwater. Als er geen ijskappen op de polen zijn, vertragen zeestromingen over het algemeen aanzienlijk. Bij een hogere temperatuur komt het oceaanwater vrijwel stil te staan omdat de temperatuur aan het oppervlak het hoogst is en afneemt op grotere diepte. De zuurstof verdween daardoor vrijwel geheel uit het oceaanwater, waardoor hogere organismen verdwenen en er hoofdzakelijk anaerobe micro-organismen overbleven. Die micro-organismen produceerden methaan en waterstofsulfide dat op grotere diepte in gashydraten vastgelegd werd.
De zeer grote vulkanische activiteit tijdens de vorming van de Siberische Trappen had een verdere opwarming van het klimaat tot gevolg. Mogelijk heeft in dezelfde periode een meteorietinslag plaatsgevonden. Tijdens deze periode van extreme opwarming is een grote hoeveelheid van het zeer giftige waterstofsulfide in de atmosfeer terechtgekomen die eerder als gashydraat op de oceaanbodem opgeslagen was. Tijdens deze extreme klimaatverandering liep de gemiddelde temperatuur op aarde met ongeveer 10 °C op.

### Mesozoïcum

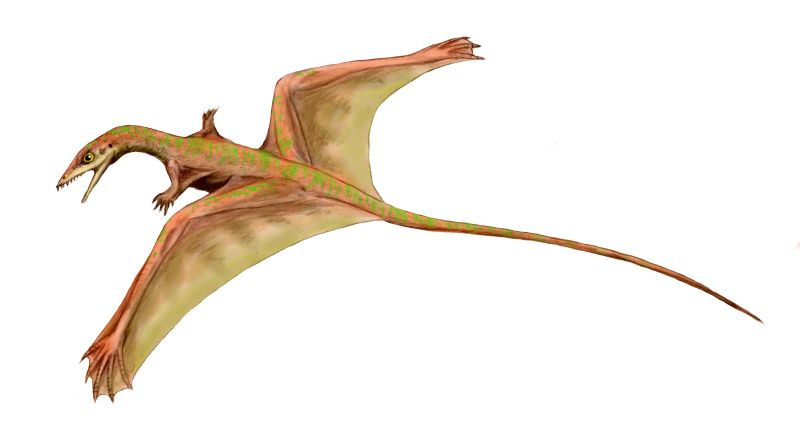
Sharovipteryx

Het Mesozoïcum, de tweede era van het Fanerozoïcum, duurde van 251 tot 65 miljoen jaar geleden en omvat het Trias, de Jura en het Krijt. Het Mesozoïcum was vrij warm, er zijn gedurende de hele periode geen ijskappen op de polen geweest en er zijn evenmin aanwijzingen dat er veel gletsjers geweest zijn.
Het zeeniveau lag hoger dan tegenwoordig en het kooldioxide- en zuurstofgehalte van de atmosfeer waren veel hoger dan tegenwoordig. De lucht had een hogere dichtheid, zodat vliegen gemakkelijker was dan tegenwoordig en planten en bomen konden sneller vlamvatten. De hele landmassa op aarde lag op het supercontinent Pangea dat aan het begin van het Mesozoïcum aaneengesloten was en in de loop der tijd begon op te breken. Grote delen van Pangea stonden onder water en vormden warme ondiepe binnenzeeën.
Tijdens het Trias, van 251 tot 199 miljoen jaar geleden, was het klimaat relatief droog en warm met aan de polen een nat en gematigd klimaat. Pangea had waarschijnlijk voor het grootste deel een landklimaat met grote verschillen tussen de seizoenen en verschillende droge en natte moessons in de streken rond de evenaar. Aan het eind van het Trias vond over een periode van ongeveer 20.000 jaar de Trias-Jura-extinctie plaats waarvan de oorzaak niet duidelijk is. Mogelijk heeft klimaatverandering door vulkanisme of het vrijkomen van methaan uit gashydraat daarbij een rol gespeeld.
Tijdens de Jura, van 199 tot 145,5 miljoen jaar geleden, en vrijwel het gehele Krijt, 145,5 tot 65,5 miljoen jaar geleden, was het warm met een paar koelere perioden rond de overgang van Jura naar Krijt, zoals tijdens het Berriasien. Halverwege het Krijt was het weer zoveel warmer dat er palmen in het noordelijk poolgebied groeiden. De temperatuur van het zeewater in de huidige Noordelijke IJszee lag waarschijnlijk boven de 20 °C zodat het gebied tijdens de poolnacht overdekt werd met een deken van dichte isolerende mist. Daardoor bleef de temperatuur in de poolgebieden ruim boven het vriespunt.

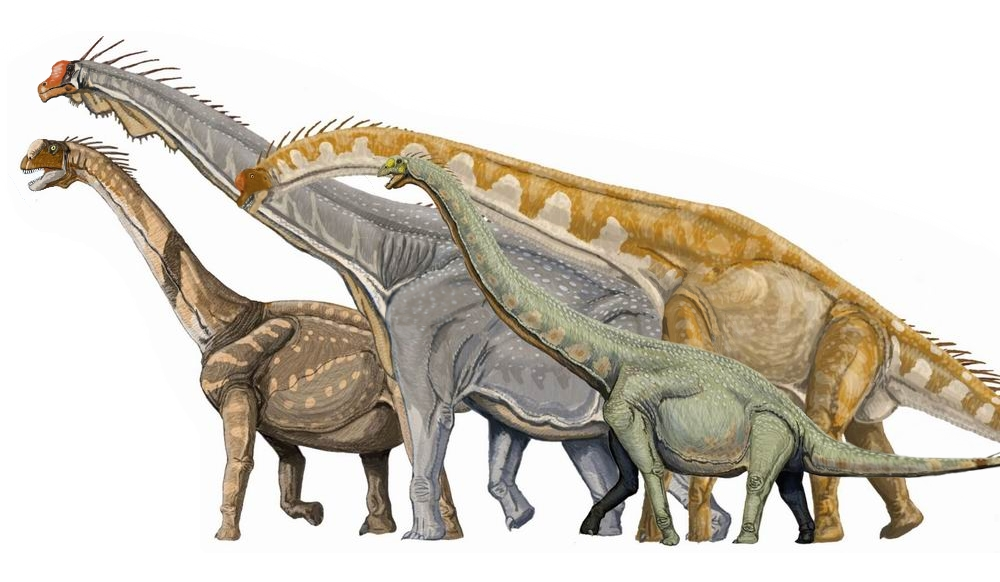
Camarasaurus, Brachiosaurus en Euhelopus

Volgens sommige onderzoekers was de snelheid van de koolstofkringloop tijdens deze perioden hoog omdat grote groepen giraffe-achtige dinosauriërs de vegetatie afgraasden waarbij ze een enorme ravage aanrichtten. Deze dieren hadden een slechte spijsvertering waardoor ze weinig energie uit het slecht verteerbare voedsel konden halen. Daarom moesten ze veel eten waardoor ze veel feces met onverteerde plantenresten achterlieten. Deze resten werden door bacteriën en schimmels verder verteerd. Op deze manier bleef de kooldioxideconcentratie in de atmosfeer hoog zodat de temperatuur op aarde ook hoog bleef. Door het hoge kooldioxidegehalte van de atmosfeer en de hoge temperaturen was de plantengroei zeer weelderig zodat de schade die de dinosauriërs aan de vegetatie toegebracht hadden relatief snel weer hersteld was.
Het einde van het Krijt wordt gekenmerkt door een afkoeling van het klimaat, die mogelijk werd versneld door de global dimming ten gevolge van de vulkanische activiteit van de Deccan Traps en de inslag van een meteoriet bij Chicxulub. De inslag van de meteoriet markeert de K-T-overgang, het begin van het Paleogeen, en maakte een eind aan de hegemonie van de dinosauriërs.

### Cenozoïcum

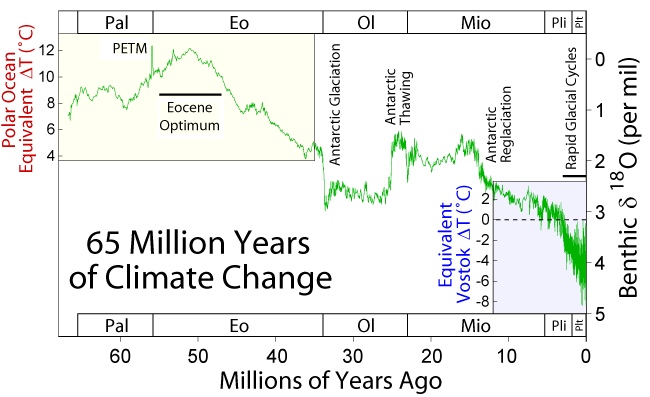
De verhouding van zuurstofisotopen in sedimentlagen uit de laatste 70 miljoen jaar. Deze verhouding is een proxy voor de temperatuur op aarde.

Het Cenozoïcum, de laatste era van het Fanerozoïcum, begon direct na de massa-extinctie aan het einde van het Krijt 65 miljoen jaar geleden. Het klimaat was naar hedendaagse maatstaven vrij warm en veranderde aanvankelijk slechts weinig. In het eerste deel van het Paleogeen warmde het klimaat op om vervolgens naar het Kwartair af te koelen.

#### Paleogeen tot Kwartair
Rond 50 miljoen jaar geleden werd het klimaat geleidelijk warmer, met het Azolla event en een kortstondige uitschieter rond 55 Ma, op de overgang tussen het Paleoceen naar het Eoceen. Deze snelle en kortstondige opwarming wordt het Paleocene-Eocene Thermal Maximum (PETM) genoemd. De grassen ontstonden, waardoor grote oppervlakten met graslanden bedekt werden. De klimaatverandering ging samen met een stijging in de biodiversiteit van zoogdieren en de evolutie van grotere en complexere soorten. De klimaatverandering is vermoedelijk veroorzaakt door het vrijkomen van grote hoeveelheden methaan uit gashydraat op de bodem van de zee. Tijdens het Oligoceen was het iets koeler geworden met ijskappen op de polen. In de bossen ontstonden grotere open plekken met grasland waarop grote grazers graasden.
De gemiddelde temperatuur op aarde lag tegen het eind van deze periode iets boven het hedendaagse niveau. Tijdens het Mioceen warmde het klimaat aanvankelijk op om halverwege deze periode weer af te koelen. Een meteorietinslag, waarbij de Nördlinger Rieskrater in het tegenwoordige zuiden van Duitsland gevormd werd, is hiervan de vermoedelijke oorzaak geweest. Door de afkoeling werd het aardse klimaat ook droger.
Tijdens het Plioceen werden klimaten wereldwijd droger en ongeveer 3 °C koeler. Het klimaat was daarmee nog iets warmer dan het huidige klimaat. Het zeeniveau daalde tegen het einde van deze periode met ongeveer 50 meter, doordat de ijskappen aan de polen aangroeiden.

#### Pleistoceen
Ruim 2,5 miljoen jaar geleden brak aan het begin van het Kwartair het Pleistoceen aan, een ijstijd waarin koude glacialen en warmere interglacialen elkaar begonnen af te wisselen. Inmiddels hebben zich ongeveer vijftig van zulke grotere en kleinere ijstijden voorgedaan. De laatste 1 miljoen jaar waren er ongeveer tien grotere interglacialen tussen de glacialen in.

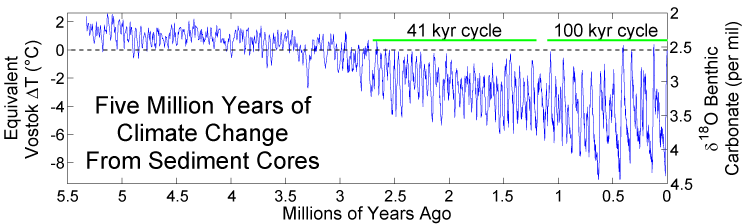
Verandering van de isotoopconcentraties van zuurstof-18 in sediment. Deze wijst op een periodieke zeeniveau- en temperatuurdaling in de afgelopen 5,5 miljoen jaar.

Veel water was tijdens het laatste glaciaal als sneeuw en ijs op de poolkappen en in gletsjers gebonden. De zeespiegel lag 120 meter lager dan nu, de kustlijn van de Noordzee bevond zich enkele honderden kilometers noordwaarts en het deel tussen Noord-Nederland en Groot-Brittannië lag boven water. Mammoeten en andere dieren trokken over deze drooggevallen vlakte. Er lagen ook menselijke nederzettingen over het hele gebied verspreid.
De periodieke omslag van koude glacialen naar warmere interglacialen is volgens sommige evolutiebiologen van cruciaal belang geweest voor de ontwikkeling van de hersenen van Hominiden als de neanderthaler en de mens. Het Pleistoceen eindigde met de Jonge Dryas.

#### Holoceen

wereldwijde reconstuctie van klimaatverandering voor het holoceen in zijn geheel. Merk op dat 0 in deze grafiek overeenkomt met het jaar 1950.

Het Holoceen is het huidige interglaciaal, dat 11.700 jaar geleden begon, met een klimaat zoals dat de afgelopen 10.000 jaar geheerst heeft. Het is niet helemaal duidelijk wanneer het huidige interglaciaal afloopt, maar de data wijst op een gemiddelde lengte van 20 000 jaar, de invloed van menselijke CO2 uitstoot niet meerekenend.
Volgens sommige onderzoekers was er tussen 7.000 en 3.000 jaar geleden een klimatologisch temperatuuroptimum en hebben de landbouwactiviteiten die de mens ontplooid heeft de laatste 2.000 jaar invloed gehad op het klimaat op aarde. Over de effecten van de uitstoot van broeikasgassen op het klimaat bestaat in wetenschappelijke kringen brede overeenstemming.

## Klimaatverandering in het recente verleden

Temperatuur over de laatste twee millennia, gebaseerd op verschillende proxies en verschillende reconstructiemethodes.

In de afgelopen jaren is er variatie geweest in het wereldwijde klimaat. Deze strekten zich soms wereldwijd uit of bleven beperkt tot een continent of halfrond
Van ongeveer 950 tot 1250 na Chr. breekt een warme periode aan die het Middeleeuws klimaatoptimum genoemd wordt. De temperatuurstijging tijdens deze periode bleef waarschijnlijk beperkt tot een deel van het Noordelijk halfrond. De opwarming vond niet synchroon plaats op verschillende plekken. In ijskernen uit Antarctica zijn er geen sporen van terug te vinden. Rond dezelfde tijd breekt er in Midden-Amerika en het huidige Californië een periode van droogte aan. Mogelijke oorzaken van de klimaatanomalie zijn een hogere zonne-activiteit en veranderingen in oceaanstromingen.
Van ongeveer 1450 tot ongeveer 1850 was er een daling in de temperatuur op verschillende plekken op aarde. Dit wordt de kleine ijstijd genoemd. De winters in Europa waren kouder en duurden langer, de zomers minder warm en duurden korter. De gletsjers op vele plekken ter wereld groeiden en de Alpen lagen vol sneeuw. Tijdens de Kleine IJstijd waren er meerdere periodes van weinig zonnevlekken en daarmee waarschijnlijk verminderde zonneactiviteit, zoals het Maunderminimum. Ook hoge vulkanische activiteit speelt waarschijnlijk mee in de verlaagde temperaturen.
Na 1900 begint de temperatuur snel te stijgen, als gevolg van menselijke CO2-uitstoot. Dit is het proces waarnaar verwezen wordt als de opwarming van de aarde.
Uit onder andere metingen in 2004 in de Groenlandse ijskap is vastgesteld dat na het laatste glaciaal er verschillende kortere perioden van klimaatverschillen zijn vast te stellen. Dit zijn de zogenaamde Dansgaard-Oeschger-cycli, een verschijnsel dat zich regelmatig herhaalt na ongeveer 1470 tot 1480 jaar. Door sommige onderzoekers wordt de kleine ijstijd geïnterpreteerd als een koude periode van een D-O-cyclus.

## IJstijden en Milanković-cycli
Het Pleistoceen is een ijstijd die uit grote en kleine glacialen bestaat die afgewisseld worden met interglacialen. Glacialen treden op met een periodiciteit die bepaald wordt door de Milanković-cycli. De Milanković-cycli bestaan uit drie periodes die ongeveer 100.000, 41.000 en 26.000 jaar duren. Het geologisch tijdvak waarin wij leven wordt het Holoceen genoemd. Dit is eigenlijk te beschouwen als het laatste interglaciaal: een geologisch gezien vrij korte, warme periode van ongeveer 10.000 tot 30.000 jaar tussen twee glacialen in. Zo'n 11.000 jaar geleden eindigde het laatste glaciaal.
De oorzaken van de periodiciteit van de glacialen zijn een combinatie en interferentie van de effecten van de ellipticiteit van de aardbaan, de excentriciteit van de aardbaan en de precessie van de aardas. De baanvariaties zijn het gevolg van de storende zwaartekrachtsvelden van de planeten Jupiter en Saturnus op de aardbaan. De precessie van de aardas wordt veroorzaakt door getijdenvelden van de Zon en de Maan. Vermoedelijk heeft de aardas in het Precambrium zelfs een hoek van 54 graden met vlak van de aardbaan gehad. Daardoor was het verschil tussen de seizoenen op hogere breedtegraden veel groter dan tegenwoordig.
Door deze baanvariaties en precessiebewegingen wordt op bepaalde plaatsen op aarde soms meer en soms minder zonne-energie van het zonlicht ingevangen. Bovendien is er een versterkend effect: als er veel ijs is op een bepaalde plaats wordt meer zonlicht de ruimte in gereflecteerd, waardoor het kouder wordt en er weer meer ijs ontstaat. Het omgekeerde proces versterkt zichzelf ook: als eenmaal het ijs gemiddeld over een aantal jaren vermindert dan wordt er meer zonnestraling geabsorbeerd door de landmassa's op aarde en wordt het weer warmer. Daardoor smelten de gletsjers en de sneeuw weer sneller. Ten gevolge daarvan varieert het albedo van de Aarde.
In bovenstaande figuur is de kooldioxideconcentratie in de atmosfeer weergegeven over de afgelopen 650.000 jaar. De concentraties zijn gemeten in ijskernen verzameld door het Vostokstation op de Zuidpool. In deze afbeelding is de 100.000-jarige periodiciteit van de Milanković-cycli duidelijk zichtbaar. Verder valt het op dat er veel ruis op het signaal zit waardoor fijnere details onzichtbaar zijn. Het is niet bekend waardoor deze ruis veroorzaakt wordt.
In deze figuur zijn de gegevens uit verschillende bronnen gecombineerd om een optimaal beeld te krijgen van de klimatologische ontwikkelingen over de afgelopen 400.000 jaar. Er is bovendien een berekende instralingscurve toegevoegd. De gegevens van de gemeten kooldioxide- en methaanconcentraties lijken te suggereren dat glacialen abrupt eindigen en langzaam hun intrede doen. IJskernen met jaargelaagdheid in de Groenlandse ijskap waarin het laatste deel van het vorige interglaciaal, het Eemien bewaard was, suggereren dat het klimaat binnen enkele tientallen jaren omsloeg van een interglaciale naar een glaciale modus. De gegevens van de zuurstof-18 concentraties in sedimenten geven vooral informatie over het zeeniveau in dezelfde periode. Deze gegevens lijken de 26.000- en 41.000-jarige cycli ook weer te geven. Blijkbaar lopen de gemiddelde temperatuur op aarde, het zeeniveau en de instraling van de Zon, zoals ze hier zijn gepresenteerd, niet helemaal synchroon.
Door extrapolatie van de Milanković-cyclus verwachten sommige klimatologen dat het huidige interglaciaal eindigt over 15.000 à 20.000 jaar. De huidige cyclus lijkt namelijk zeer veel op die van ongeveer 400.000 jaar geleden, waarin de meeste onderzoekers het Holsteinien plaatsen (MIS 11). Echter, volgens anderen zou het volgende minimum van de gemiddelde temperatuur op aarde al binnen 6.000 tot 10.000 jaar bereikt kunnen worden. Dan zullen de poolkappen weer sterk groeien waardoor de zeespiegel weer tientallen meters daalt, de Noordzee droogvalt en gedeeltelijk bedekt wordt met sneeuw en ijs.

## Verschuiving van de continenten

Animatie van de bewegingen van de continenten in de laatste 250 miljoen jaar

Het verschuiven van de continenten wordt als een van de oorzaken voor de grote klimaatverschillen in de verschillende geologische perioden gezien. Zowel de verdeling van de continenten over het aardoppervlak als de plaats ten opzichte van de aardas is van invloed. Als alle continenten bij elkaar liggen, zoals tijdens het supercontinent Pangaea, heerst er op veel plekken op de Aarde een landklimaat, droog en met extreme temperatuurschommelingen. Als er geen grote landmassa's zijn of als de landmassa's voor een groot deel onder water staan, zoals in verschillende perioden gedurende het Mesozoïcum, kan er op veel plaatsen een warmer en vochtiger klimaat heersen.

### Poolgebieden en ijstijden

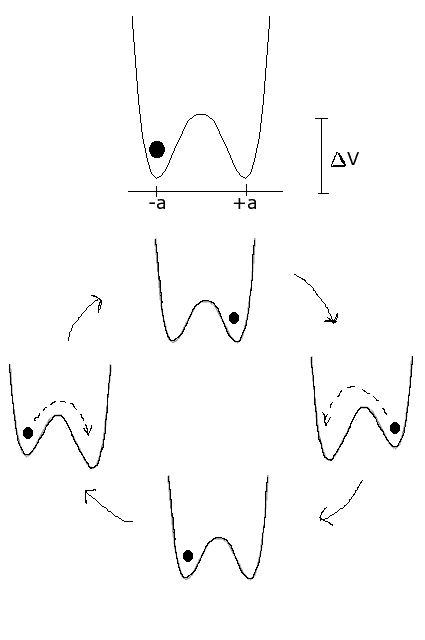

Als er grote landmassa's dichtbij of op de polen liggen, zoals tegenwoordig Groenland en Antarctica, dan worden enorme massa's water gebonden als sneeuw en ijs in ijskappen. Daardoor daalt het zeeniveau en neemt het albedo sterk toe. Gevolg is dat de gemiddelde temperatuur op aarde afneemt en de ijskap verder groeit.
Deze situatie vertoont een sterke overeenkomst met het mechanische probleem van de dubbele potentiaalput zoals dat links afgebeeld is. De positie van de knikker ten opzichte van de horizontale as staat voor de gemiddelde temperatuur op aarde. De wisseling der seizoenen houdt in deze vergelijking de knikker in beweging waardoor hij over de potentiaalbarrière in het midden kan springen als de omstandigheden daarvoor gunstig zijn. Door de Milanković-cycli verschuift het absolute minimum tussen de twee putten periodiek van links naar rechts en weer terug. Deze vergelijking zou de afwisseling tussen glacialen en interglacialen ten gevolge van de Milanković-cycli verklaren. Gedurende andere ijstijden, zoals het geval was tijdens het Cryogenium, was het verschil tussen de twee klimatologische toestanden waarschijnlijk groter zodat er geen afwisseling tussen glacialen en interglacialen geweest is.
De verschuiving van de continenten wordt door de platentektoniek veroorzaakt, die het gevolg is van convectiestromen van magma in de aardmantel. De verschuiving van de continenten die daardoor optreedt gaat over afstanden in de orde van grootte van 0,5 tot 8,5 cm per jaar. Dat zou een verschuiving over een afstand van minimaal enkele tientallen tot maximaal enkele honderden kilometers zijn over de afgelopen 2,5 miljoen jaar sinds het begin van het Pleistoceen. Er zijn meer factoren dan alleen de verschuiving van de continenten op het begin van ijstijden.
De afkoeling tijdens het Carboon kan door de verlaging van het kooldioxodegehalte van de atmosfeer veroorzaakt zijn. Sommige wetenschappers hebben het vermoeden dat de ontwikkeling van de vegetatie een grote invloed op het aanbreken van het Pleistoceen heeft gehad. Nu zou er door de uitstoot van broeikasgassen en de huidige opwarming van de Aarde een warmere periode in de klimaatontwikkeling aan kunnen breken. Het IPCC is van mening dat de stijging van de gemiddelde temperatuur op aarde tot 2 °C beperkt moet blijven om ernstige problemen en een ontregeling van het klimaat te voorkomen.

### Het reliëf van het landschap

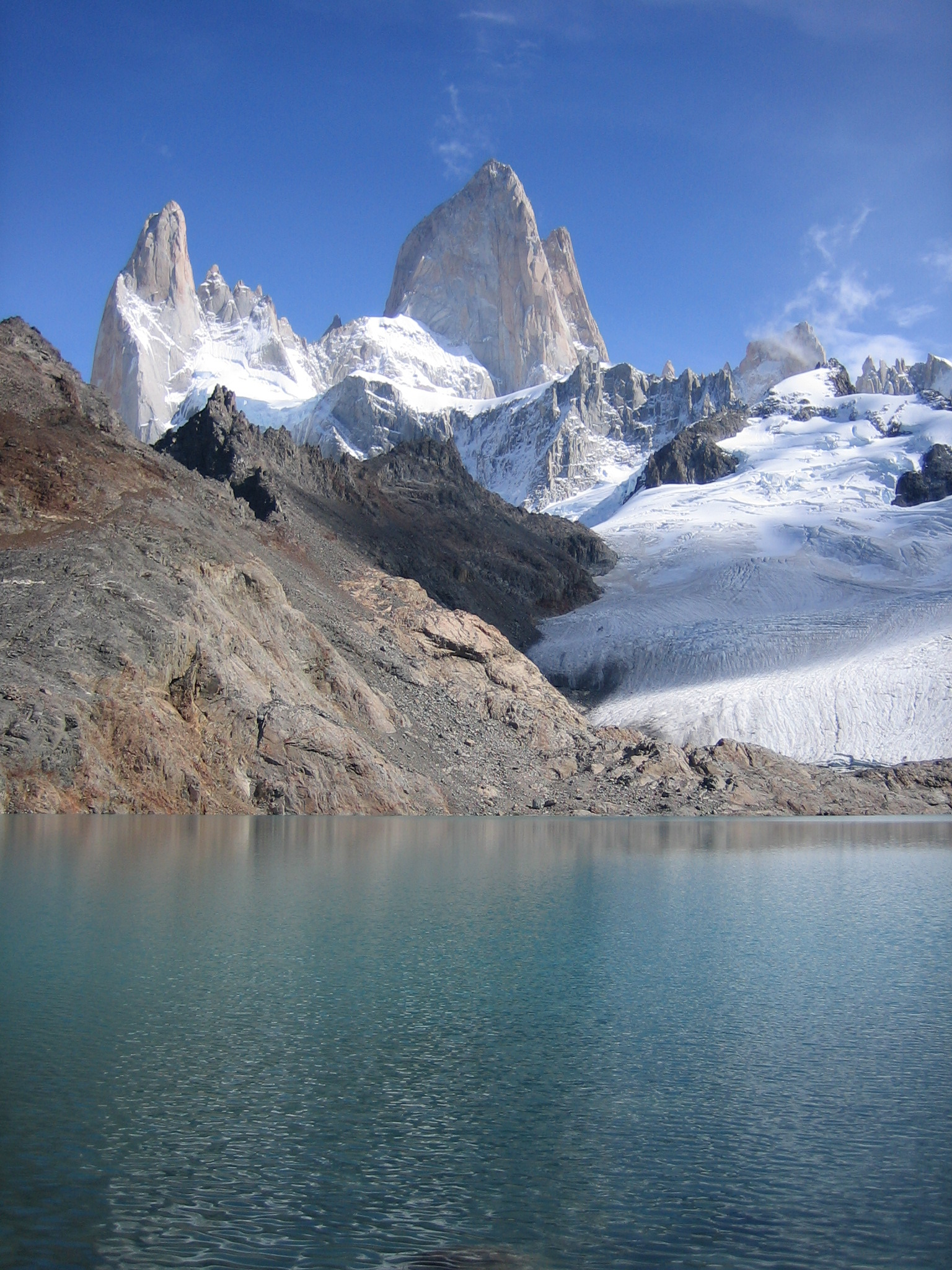
De Fitz Roy (3406 m) in het zuiden van de Argentijnse Andes

Behalve op ijstijden en ijskappen op de polen heeft de verschuiving van de continenten ook invloed op het reliëf van het landschap en het plaatselijke klimaat. De verdeling en ligging van verschillende gebergten en vlakten op een continent hebben grote invloed op de waterkringloop en luchtstromingen en daarmee ook op de verschillende klimaten die op de verschillende continenten kunnen heersen.
Het reliëf in het landschap heeft soms veel invloed op neerslagpatronen. Zo is aan de zuidpunt van Zuid-Amerika de windrichting overwegend westelijk. Hoewel Patagonië omringd is door zee, is het achter de Andes droog omdat de relatieve luchtvochtigheid verlaagd is door de stijgingsregens aan de westkant van de Andes. West-Europa ligt op een vergelijkbare breedte, ongeveer 40 tot 55 °NB, ten noorden van de evenaar als Patagonië ten zuiden van de evenaar ligt. De windrichting is in het grootste deel van Europa wisselend maar overwegend westelijk. Er valt tot aan de Oeral jaarlijks een ruime hoeveelheid neerslag. Ten oosten van de Oeral, in de Gobiwoestijn, Mongolië en Mantsjoerije is het rond dezelfde breedtegraad, vanwege de grotere hoogten en de grote afstand tot de oceanen, relatief droog en voor het grootste deel van het jaar aanzienlijk kouder.
Zuid-China ligt op een vergelijkbare breedtegraad als Noord-Afrika, het Middellandse Zeegebied en het Midden-Oosten, ongeveer 25 tot 40 °NB. Het gebied is bergachtig en van nature vrij dicht bebost. Hier heerst een gematigd chinaklimaat volgens de klimaatclassificatie van Köppen. Op deze breedte bevinden zich gewoonlijk de drogere gebieden doordat hier de lucht in de Hadley- en Ferrelcellen meestal daalt. In het zuidelijke deel van China is dat anders. In de hogere delen van Ethiopië, Bolivia en Zimbabwe doen zich vergelijkbare situaties voor.
Continentale platen verschuiven met snelheden van enkele centimeters per jaar ten opzichte van elkaar terwijl de daling en stijging van de bodem enige millimeters per jaar bedraagt. Gebergten worden gevormd en zinken weer in de aardkorst weg op een tijdschaal van tientallen tot enkele honderden miljoenen jaren. Op die tijdschaal verschuiven continenten honderden tot duizenden kilometers ten opzichte van elkaar.

### Bodemgesteldheid en vegetatie
De bodemgesteldheid op een bepaalde plaats is soms heel eenvoudig uit de verschuiving van de continenten te verklaren: in het Carboon ontstond de steenkool die nu in Europa wordt gedolven in een tropisch klimaat omdat Europa toen rond de evenaar lag. De relatief snelle noordwaartse verschuiving van India tussen 60 en 20 miljoen jaar geleden heeft ervoor gezorgd dat dit continent achtereenvolgens een aantal verschillende klimaten en vegetatiezones kende.

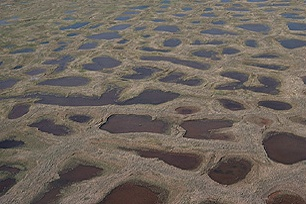
Permafrost met een hexagonaal patroon dat gevormd is door de druk van uitzetting

De huidige bodemgesteldheid wordt bepaald door het geologische verleden. Veel van de oudste gesteenten op Aarde bevinden zich in Australië, delen van Afrika, het noorden van Canada en op Groenland. De bodem is in die gebieden zeer arm aan voedingsstoffen omdat ze in de loop der tijd helemaal uitgeput en uitgeloogd is. Dat heeft gevolgen voor de flora en de fauna die van de vruchtbaarheid van de bodem afhankelijk is. De koolstof- en de waterkringloop draaien in ecosystemen die op deze droge arme bodems leven erg traag. Deze ecosystemen zijn erg kwetsbaar en herstellen na beschadiging niet of bijzonder traag.
Grote delen van het tropisch regenwoud in de Amazone staan op een relatief arme bodem zodat bijna alle voedingsstoffen, mineralen en het water in het ecosysteem zelf zijn opgeslagen. De koolstofkringloop draait in dit ecosysteem veel sneller dan in de droge Australische ecosystemen maar ze valt vrijwel stil als het ecosysteem te zwaar wordt aangetast. Als het bos verdwijnt blijft er vaak alleen een relatief onvruchtbare zandlaag over, verandert het klimaat van vochtig naar droog en verandert het ecosysteem in een savanne.

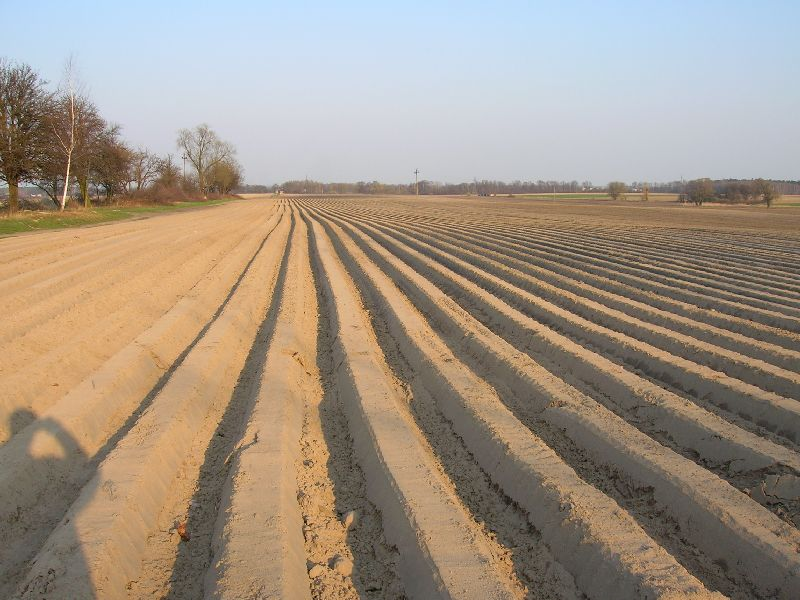
Moderne akkerbouw in Polen. Zonder menselijke activiteit was deze grond dicht bebost geweest.

De situatie in Europa is geheel anders. Hier is de bodem vaak alluviaal, jong en gevarieerd en bestaat voor een deel uit klei en löss. Hier zijn de bodems rijk aan mineralen en is er ruim voldoende water om te laten groeien wat groeien wil als het weer het toelaat. Andere gebieden die met een vergelijkbare rijke bodemgesteldheid gezegend zijn zijn bijvoorbeeld de Indus-Gangesvlakte en de Nijldelta. Bodems die door vulkanische activiteit gevormd zijn zijn ook jong en vruchtbaar. Samen met de alluviale gebieden behoren vulkanische eilanden als Java en delen van de Filipijnen en Japan tot de dichtst bevolkte gebieden ter wereld. Ze hebben allemaal een weelderige plantengroei en een hoge flux van water en koolstof in hun water- en koolstofkringloop.
Sommige wetenschappers zijn van mening dat de landbouw de laatste 2.000 jaar een natuurlijke temperatuurdaling voorkomen heeft. Het is mogelijk dat door een combinatie van een verhoging van de snelheid van de koolstofkringloop, het methaangehalte van de atmosfeer en de verminderde koeling door ontbossing en andere nog onbekende effecten een temperatuurdaling voorkomen is. Er is bijvoorbeeld weinig met zekerheid te zeggen over het effect dat de landbouw en de verstoring van ecosystemen op het leven van micro-organismen gehad heeft.

## Invloed van het ecosysteem
Het ecosysteem op aarde heeft vanaf de opkomst en bloei van de eerste generaties algen een grote invloed gehad op de samenstelling van de atmosfeer. Daarmee is het ecosysteem vrijwel vanaf het begin bepalend geweest voor de ontwikkeling van het klimaat. Het ecosysteem bepaalt voor een groot deel de koolstofkringloop en de zuurstofconcentratie en de concentraties van een aantal broeikasgassen in de atmosfeer. Het ecosysteem heeft op veel plaatsen boven land ook invloed op de waterkringloop.

### Zuurstofcrisis

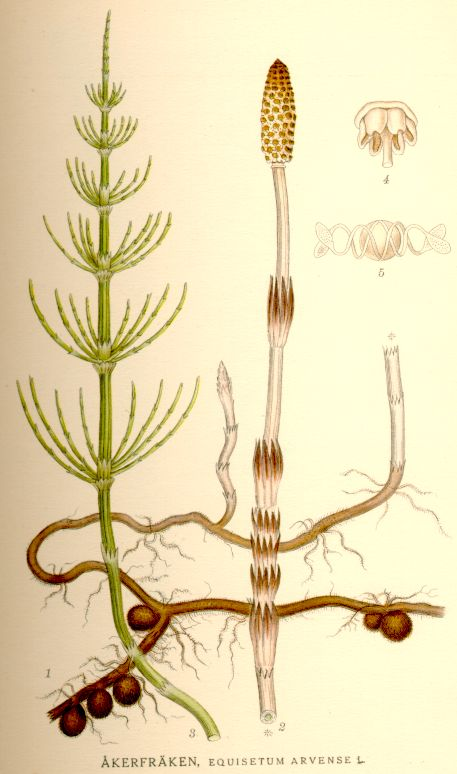
Equisetum arvense, een vuurvaste paardenstaart

Als het leven in het Precambrium niet was ontstaan dan zou de samenstelling van atmosfeer er nu heel anders hebben uitgezien. De Huronische ijstijd, van 2.400 tot 2.100 miljoen jaar geleden, is voor zover bekend de eerste grote klimaatverandering geweest die door levende organismen veroorzaakt is. De zuurstofconcentratie in de atmosfeer was flink opgelopen tijdens de 'zuurstofcrisis' die aan deze ijstijd voorafging.
Als de zuurstofconcentratie of de zuurstofdruk in de atmosfeer oploopt dan verlopen oxidatieprocessen sneller. Methaan, dat een sterk broeikasgas is en vanaf het ontstaan van de Aarde in de atmosfeer aanwezig geweest is, wordt bij een hogere zuurstofdruk sneller afgebroken. Een temperatuurdaling is het gevolg. De grote ijstijden tijdens het Cryogenium aan het eind van het Precambrium, de sneeuwbalaardes, zijn door een zuurstofcrisis voorafgegaan. De zuurstofconcentratie liep in die perioden op tot ver boven de 20%, mogelijk zelfs tot boven de 30%.
Tijdens het Mesozoïcum zijn de luchtdruk en de zuurstofdruk over langere perioden relatief hoog geweest. Voor dieren die het luchtruim als leefgebied prefereren, zoals pterosauriërs, heeft dat als voordeel dat vliegen in een zwaarder gasmengsel gemakkelijker gaat. Voor veel planten en bomen heeft het als nadeel dat ze licht ontvlambaar worden. De vegetatie bestond in deze perioden voor een groot deel uit coniferen, varens en paardenstaarten die moeilijk vlam konden vatten.

### Gebrek aan zuurstof
In verschillende milieus ontbreekt het aan voldoende zuurstof om de in het voedsel aanwezige organische verbindingen te kunnen oxideren tot water en kooldioxide. Een dergelijke situatie doet zich voor in moerassen, in diepe meren met stilstaand water of in de darmstelsels van veel dierensoorten. Het zijn voorbeelden van voedselrijke anaerobe of zuurstofarme milieus. Veel bacteriën en gisten die in zo'n milieu leven kunnen de bindingen in de aanwezige voedingsstoffen zo herschikken dat er voldoende energie vrijkomt om te kunnen voortbestaan.

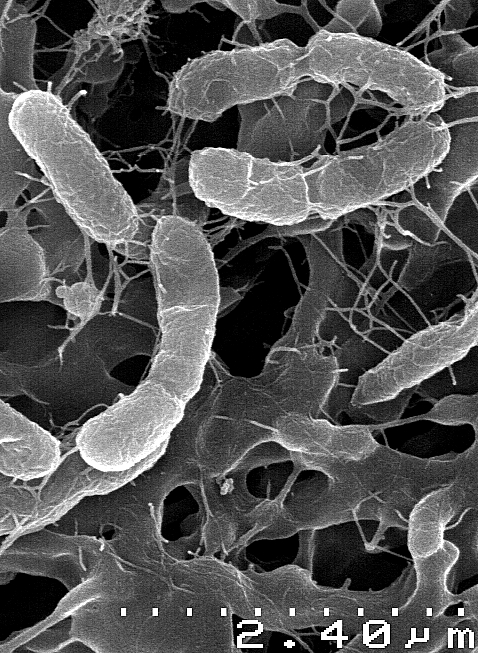
Venenivibrio stagnispumantis

Vaak komt er methaan vrij bij deze fermentatie en soms ook waterstofsulfide en zelfs een kleine hoeveelheid trichloorethaan. De gassen kunnen ontsnappen naar de buitenlucht maar ze kunnen ook in het milieu waar ze gevormd zijn achterblijven. Methaan dat in de pens van runderen gevormd wordt komt meestal volledig vrij. Methaan dat in moerassen gevormd wordt blijft deels in het moeras achter. Methaan dat gevormd wordt in troggen op grote diepte in zee wordt waarschijnlijk voor het overgrote deel opgeslagen als methaanhydraat.
De effecten van het al dan niet vrijkomen van het gevormde methaan voor de klimaatverandering zijn tegengesteld. Er is door wetenschappers het vermoeden geuit dat grote hoeveelheden methaan, zoals die op dit moment in het permafrost van de bevroren toendra in de omgeving van de Noordpool opgeslagen zijn, in het verleden in korte tijd zijn vrijgekomen. Daardoor kan de temperatuur op aarde in het verleden meermalen voor korte tijd sterk verhoogd geweest zijn.
Dat zou kunnen gebeuren na een periode van verhoogde temperatuur waardoor in een bepaald jaar uit de permafrost genoeg methaan vrijkomt om de temperatuur in het daarop volgende jaar verder te verhogen. Zo zou in een reeks van jaren een temperatuurstijging kunnen optreden totdat de laag aan het permafrostoppervlak uitgeput is. Door de beperkte verblijfstijd van 12 jaar van methaan in de atmosfeer is na enkele decennia het vrijgekomen methaan weer uit de atmosfeer verdwenen. Vervolgens zou het klimaat terug kunnen keren naar een toestand die vergelijkbaar is met die voordat het methaan vrij kwam.
Voor de Trias-Jura-extinctie en het Paleocene-Eocene Thermal Maximum is het vrijkomen van methaan uit hydraat als hypothetische oorzaak voor klimaatverandering naar voren geschoven. Tijdens de Perm-Trias-massa-extinctie zijn er grote hoeveelheden van het gevaarlijke en zeer giftige waterstofsulfide vrijgekomen.

### Vegetatie, koolstoffixatie en afkoeling
Na het Siluur kruipt het leven uit de zee omhoog en raakt het vasteland steeds sneller begroeid met planten en bomen. Het hoogtepunt van deze plantaardige revolutie wordt in het Carboon bereikt. De vegetatie verlaagt de temperatuur op verschillende manieren:

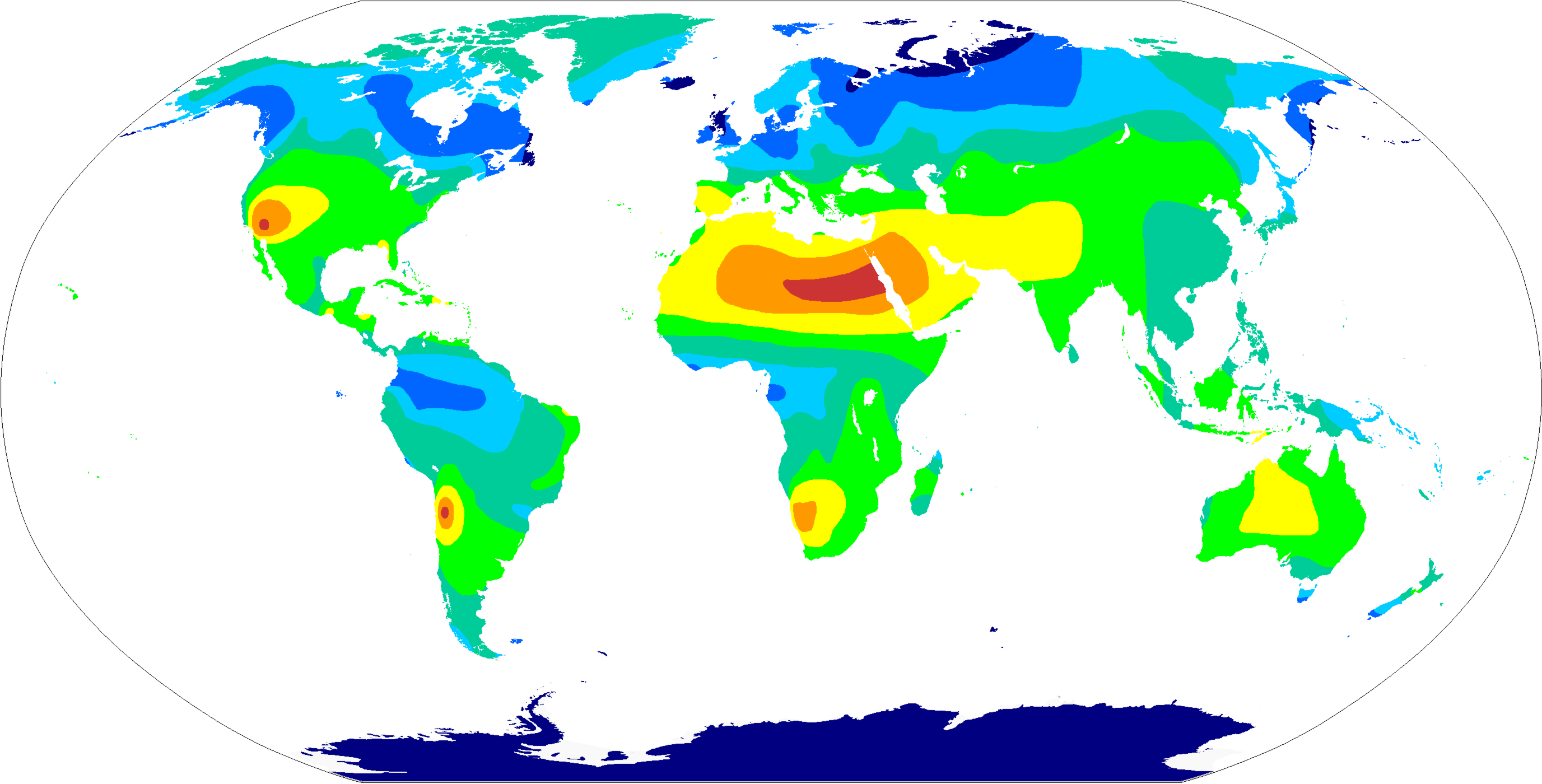
Aantal zonuren per jaar boven land.
veel
weinig

- Door fotosynthese wordt het broeikasgas kooldioxide uit de atmosfeer geabsorbeerd.
- Boven de vegetatie is de temperatuur meestal lager en is de luchtvochtigheid hoger dan boven een kale ondergrond.
- Doordat planten water absorberen en lucht koel en vochtig houden neemt de bewolking op veel plaatsen boven land toe.

Onderzoek naar de waterkringloop in tropische regenwouden heeft aangetoond dat deze kringlopen grotendeels gesloten zijn. Het water dat verdampt komt elders in het regenwoud of in de omgeving weer naar beneden. Boven tropische regenwouden hangt gemiddeld veel bewolking zoals in de figuur rechts te zien is: het gemiddelde aantal zonuren per jaar behoort boven het Amazonegebied en het Kongogebied wegens de bewolking tot de laagste ter wereld.
Door een combinatie van bovengenoemde factoren en het vastleggen van koolstof in veenlagen op land is er tijdens het Carboon waarschijnlijk een daling van de gemiddelde temperatuur op aarde opgetreden. Sinds het ontstaan van de grassen ligt sinds 50 miljoen jaar een aanzienlijk deel van hun biomassa opgeslagen in hun wortelstelsels die bij veel soorten het grootste deel van het gewicht uitmaken. Daardoor zijn gebieden die voorheen relatief kaal gebleven waren begroeid geraakt zoals in het geval van savannen en steppen. Het ecosysteem in natuurlijk grasland is vaak kwetsbaar zoals gebleken is toen boeren in de Verenigde Staten van de jaren 20 van de 20e eeuw akkerbouw probeerden toe te passen in droge prairie van de Great Plains. De beschadiging van de wortellaag van de grassen leidde na een periode van droogte en stormen tot de beruchte Dust Bowl van de jaren 30.

### Opwarming van de Aarde
Een paar duizend jaar geleden is door de mens een ontwikkeling in gang gezet die tegengesteld is aan de ontwikkeling tijdens het Carboon. Door de landbouw werden grote gebieden ontbost, steenkool werd verbrand en veengebieden werden in oplopend tempo drooggelegd en ontgonnen. Honderd jaar geleden kwam de exploitatie van de in het Precambrium opgebouwde olievoorraden op gang die al snel gevolgd werd door de exploitatie van de voorraden aardgas. Er is sindsdien sprake van een opwarming van de Aarde, die door de activiteiten van de mens lijkt te zijn veroorzaakt.
Organismen en populaties hebben invloed op hun omgeving die een positieve of negatieve terugkoppeling kan hebben op het organisme of de populatie zelf. Als de hypothese klopt dat de landbouw een afkoeling van de Aarde heeft voorkomen, dan is de landbouw de afgelopen 2.000 jaar waarschijnlijk een positieve terugkoppeling geweest voor het evolutionaire succes en het voortbestaan van de Mens.
Er is een wetenschappelijke consensus dat de afname van de biodiversiteit en de opwarming van de Aarde die worden waargenomen door de mens veroorzaakt zijn. De toekomstige opwarming hangt grotendeels af van hoe de uitstoot van broeikasgassen door de mens zich zal ontwikkelen. Vanwege de ernstige gevolgen van de opwarming voor zowel de mens als de natuur en het gevaar van kantelpunten in het klimaatsysteem, spreekt men dan ook in toenemende mate van de klimaatcrisis.

## Klimatologische meetgegevens, cycli en fluctuaties
Het weer en het klimaat worden onder andere bepaald door de rotatie van de aarde om haar as, de baan van de Aarde om de Zon, de banen van Jupiter en Saturnus om de zon, de baan van de Maan om de Aarde en mogelijk zelfs door de baan van het Zonnestelsel in de Melkweg. Dit zijn allemaal min of meer cyclische bewegingen die samen een ingewikkeld interferentiepatroon vormen dat met vrij eenvoudige middelen redelijk nauwkeurig te berekenen is.
Daarnaast worden het weer en het klimaat onder andere bepaald door de platentektoniek, convectiestromen in de atmosfeer, de water- en koolstofkringloop en het ecosysteem op aarde. Deze veranderingen zijn ingewikkelder dan de baanbewegingen van planeten en sterren. Het betreft vaak stromingsverschijnselen die beschreven worden door de aerodynamica, hydrodynamica en hydraulica en die soms turbulent kunnen verlopen.
Meteorologie en klimatologie draaien voor een groot deel om het meten en analyseren van meteorologische en klimatologische gegevens en het opstellen van modellen die weer en klimaat zo goed mogelijk beschrijven. Weermodellen zijn dynamische systemen die vaak niet-lineaire eigenschappen hebben. Het beroemde vlindereffect werd door de Amerikaanse meteoroloog Edward Lorenz in weerberekeningen ontdekt. Dat was vooral tijdens de jaren 70 van de 20e eeuw een aanzet voor de ontwikkelingen en computersimulaties op het gebied van de zogenaamde chaostheorie en systemen met een fractale dimensie.

### Herkomst en waarde van meetgegevens
In de klimatologie speelt het begrip gemiddelde temperatuur op aarde een centrale rol. Deze gemiddelde temperatuur kan niet direct gemeten worden. De gemiddelde jaartemperatuur werd door verschillende weerinstituten over de wereld in een groeiend aantal landen vanaf de tweede helft van de 19e eeuw berekend uit gegevens van de gemeten buitenluchttemperatuur. Voor 1850 zijn door een aantal wetenschappers en instituten klimatologische gegevens gemeten en vastgelegd die voor onderzoek echter weinig gebruikt worden omdat er vaak te veel gegevens over de meetmethode ontbreken. Dat is voldoende reden om aan de waarde van deze gegevens te twijfelen.

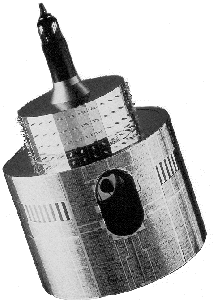
Meteosat

Tegenwoordig worden door onder anderen de NASA, de ESA en de NOAA verschillende soorten satellieten ingezet om wereldwijd meteorologische metingen te doen. De ESA heeft een serie Meteosat-satellieten in een baan om de Aarde gebracht. Hoewel satellieten veel soorten metingen kunnen doen die op een andere manier bijna niet mogelijk zijn blinken ze niet uit in het meten van de luchttemperatuur op de grond.
Temperaturen en andere klimaatgegevens van voor de tijd dat ze systematisch gemeten werden worden bepaald met methoden uit de paleoklimatologie. De klimaatgegevens worden afgeleid uit een combinatie van onderzoeksgegevens zoals de samenstelling van gassen die opgeslagen zijn in ijskernen, dendrologische gegevens, gegevens van pollen en metingen van zuurstofisotopenanalyse uit monsters van sedimenten.
Alle onderzoeksmethoden hebben hun beperkingen en deskundigen verschillen vaak van mening over de waarde van de uitkomsten van verschillende meetmethoden.
De kooldioxide- en methaanconcentraties die in ijskernen gemeten worden worden vaak als maat genomen voor het bepalen van de gemiddelde temperatuur over een bepaalde periode. Als deze gegevens vergeleken worden met de gegevens van de zuurstofisotopenanalyse uit sediment, waarmee de hoogte van het zeeniveau bepaald wordt, dan ontstaat er niet zelden een probleem.

### Analyse van meetgegevens
Op een reeks tijdsafhankelijke meetgegevens kan een fouriertransformatie toegepast worden. De fouriertransformatie van een reeks tijdsafhankelijke meetgegevens levert een frequentiespectrum op. Als {\displaystyle f(t)} bijvoorbeeld de gemeten temperatuur is tussen de tijdstippen {\displaystyle t_{1}} en {\displaystyle t_{2}} dan wordt de fouriergetransformeerde temperatuur gegeven door:

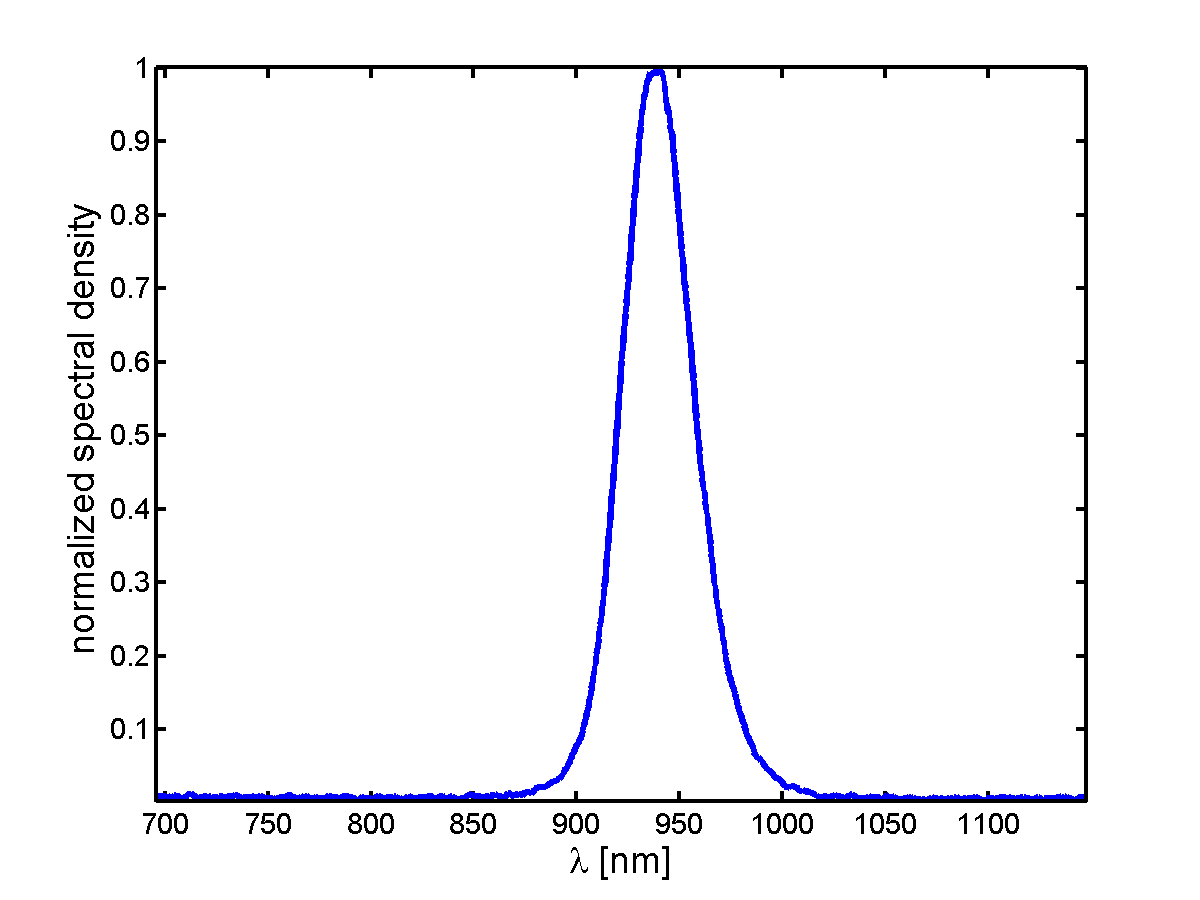
Resonantiepiek met een normale verdeling

{\displaystyle {\mathcal {F}}(\omega )={\frac {1}{\sqrt {2\pi }}}\int _{t_{1}}^{t_{2}}f(t)e^{-i\omega t}\,dt}
De functie {\displaystyle {\mathcal {F}}(\omega )} vertoont pieken rond de frequenties waarop oscillaties optreden zoals weergegeven in de figuur rechts voor een enkele frequentie.

#### Lijnvormen en lijnbreedten
Een piek zoals weergegeven in de figuur rechts heeft een intensiteit, een lijnvorm en een lijnbreedte of bandbreedte. Bekende lijnvormen zijn de Gauss- en de Lorentzlijnvorm. Meestal komen er meerdere pieken voor in een frequentiespectrum die verschillende intensiteiten, lijnvormen en lijnbreedtes kunnen hebben. De lijnvorm en lijnbreedte worden bepaald door een reeks van factoren, zoals de correlatie over langere tijd en het aantal perioden van de oscillatie in het signaal.

#### Fluctuaties en ruis
Vrijwel alle meetreeksen bevatten behalve een signaal ook een hoeveelheid ruis. Ruis wordt veroorzaakt door fluctuaties in een signaal die niet periodiek zijn en geen correlatie vertonen. Ook ruis heeft een (continu) spectrum dat in veel gevallen wordt gegeven door de functie:
{\displaystyle |{\mathcal {F}}(\omega )|={\frac {C}{\omega ^{n}}}}
De waarde van {\displaystyle n} geeft aan om welk type ruis het gaat. Witte ruis is niet afhankelijk van de frequentie zodat {\displaystyle n=0}. Roze ruis wordt zwakker naarmate de frequentie toeneemt waarbij {\displaystyle n=1}. Vervolgens wordt er nog onderscheid gemaakt tussen bruine en zwarte ruis met respectievelijk {\displaystyle n=2} en {\displaystyle n>2}. De waarde van {\displaystyle n} hoeft geen geheel getal te zijn en kan zelfs (gedeeltelijk) afhankelijk zijn van de frequentie.
In het geval van een signaal met witte ruis gaat de basislijn van het spectrum omhoog. In andere gevallen moet het ruisspectrum bij het frequentiespectrum opgeteld worden. Ruisspectra en lijnvormen van resonanties kunnen belangrijke informatie bevatten over het systeem waaraan gemeten is en de processen die zich daarin afspelen.
In de praktijk kunnen meetgegevens van slechte kwaliteit zijn zodat fouriertransformaties van die meetgegevens er ongeveer even chaotisch uitzien als het oorspronkelijke signaal. Meetreeksen die voor klimatologisch onderzoek gebruikt worden lijden vaak aan zulke tekortkomingen. Het is dan ook noodzakelijk om een groot aantal verschillende soorten meetreeksen met elkaar te vergelijken.

### Voorbeelden
Als over een lange reeks van jaren in een stedelijke omgeving op elk uur van de dag op een bepaalde plaats de buitentemperatuur gemeten zou worden dan vertoont het frequentiespectrum waarschijnlijk een scherpe piek bij de frequentie 1 / 24 uur−1, een minder scherpe piek bij 1 / 365,2425 dag−1 en mogelijk een antropogeen piekje bij 1 / 7 dag−1 ten gevolge van het weekritme dat mensen eropna houden. Het is de vraag of dat laatste piekje te onderscheiden zal zijn van de ruis in het spectrum.

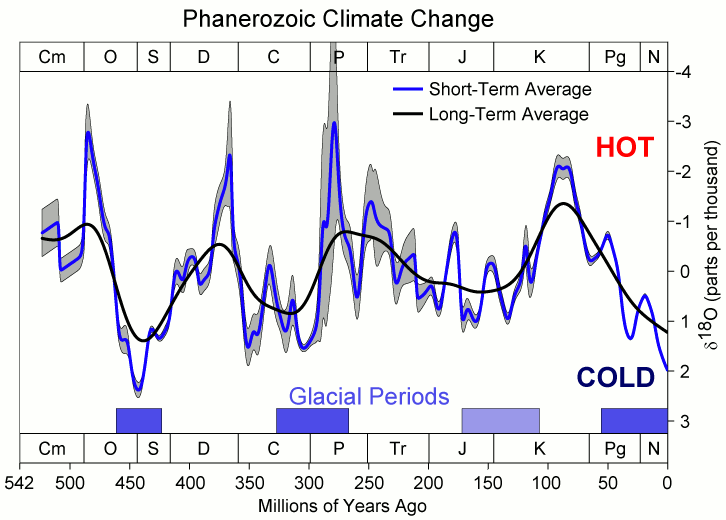
Temperatuurverloop tijdens het Fanerozoïcum

Fouriertransformaties kunnen goed gebruikt worden voor het manipuleren van signalen, zoals het wegfilteren van ruis of bepaalde frequentiegebieden of het middelen over een tijdsdomein door middel van convoluties. In de figuur rechts is in grijs het temperatuurverloop tijdens het Fanerozoïcum weergegeven met twee tijdsgemiddelden, blauw voor een tijdsgemiddelde van korte duur en zwart voor een tijdsgemiddelde van lange duur.
De zwarte lijn lijkt te suggereren dat er een oscillatie optreedt met een periode van ongeveer 135 miljoen jaar terwijl de blauwe blokken op de tijdas suggereren dat zich met dezelfde frequentie ijstijden voordoen. Nadere beschouwing leert dat zich rond de grens tussen Jura en Krijt, waar een lichtblauw blokje geplaatst is, voor zover bekend geen ijstijd is geweest of iets wat daar op leek. Er zijn hooguit een aantal bergen en bergruggen geweest met gletsjers op de toppen. Waarschijnlijk waren de polen al die tijd ijsvrij. Met de gesuggereerde periodiciteit blijkt het bij nadere beschouwing eveneens tegen te vallen. Er zit een forse spreiding tussen de afstanden tussen pieken en dalen over slechts 3 à 4 perioden. Een afbeelding van een fouriertransformatie ontbreekt.

### Oceanische oscillaties

Luchtdrukverschillen van december tot maart tussen Gibraltar en Reykjavik

Zeestromingen hebben een grote invloed op het klimaat. Boven warm zeewater is de verdamping bijvoorbeeld hoog zodat de lucht vochtig wordt, opstijgt en wolken vormt waarbij tegelijkertijd warmte van het zeewater naar de hogere luchtlagen getransporteerd wordt. Dit proces is de oorzaak van het ontstaan van tropische cyclonen. Hoe warmer het zeewater, hoe zwaarder de tropische cyclonen.
De temperaturen van het zeewater en de sterkte en richting van zeestromen varieert op sommige plaatsen met de seizoenen. Bovendien kunnen die watermassa's in sommige gevallen in verschillende richtingen bewegen. Dat is bijvoorbeeld het geval in het noordelijk deel van de Atlantische Oceaan en in het zuidelijk deel van de Stille Oceaan.
De verdeling van warm en koud water over het noordelijk deel van de Atlantische Oceaan verschilt per jaar. Die verschillen zijn bepalend voor luchtdrukverschillen tussen de Azoren en Groenland gedurende de wintermaanden en ook voor luchtstromingen en het weer in deze omgeving. Deze jaarlijkse variatie wordt de Noord-Atlantische Oscillatie (NAO) genoemd.
Zoals in de figuur rechts te zien is lijkt er geen sterke correlatie tussen de situaties in opeenvolgende jaren te bestaan en lijkt er geen periodiciteit te zijn. Een vergelijkbaar fenomeen doet zich voor in het zuidelijk deel van de Stille Oceaan met El Niño en La Niña. El Niño doet zich gemiddeld ongeveer eens per vijf jaar voor maar duidelijke correlaties of een vorm van periodiciteit zijn moeilijk te ontdekken.

### Dansgaard-Oeschger-cycli
De Dansgaard-Oeschger-cycli doen zich voor over een lange periode en lijken als resonantie significant boven de ruis uit te komen met 23 perioden over een tijdspanne van bijna 90.000 jaar. Ze hebben een periode van 1.470 jaar met een brede spreiding van ±532 jaar. De meest aangehangen hypothese ter verklaring van deze gebeurtenissen is een plotselinge verandering in oceaanstromingen, maar dit is nog onderwerp van debat.

### Kosmische straling en zonnewind
De meeste wetenschappers denken dat bliksemschichten ontstaan doordat hagel en ijskristallen in een wolk scheiden, en daarmee een potentiaalverschil veroorzaken. Een alternatieve hypothese is dat een kosmisch stralingsdeeltje een geïoniseerd spoortje trekt in een gebied met een voldoende hoge potentiaalgradiënt om een gasontlading op gang te brengen. Het gemiddelde aantal bliksemontladingen wereldwijd is niet gelijkmatig over de dag verdeeld. Als er een verband gevonden wordt met de hoeveelheid kosmische straling, en de hoeveelheid bliksemschichten, dan zou dat wijzen op een rol van kosmische straling of zonnewind.
Net als in het geval dat geladen deeltjes in een bellenvat gasbelletjes kunnen laten ontstaan, zouden geladen deeltjes uit de kosmische straling onder bepaalde omstandigheden druppeltjes in de atmosfeer kunnen creëren. Dat zou de wolkvorming kunnen beïnvloeden en versterken. Mogelijkerwijs is een variatie in kosmische straling een van de drijfveren achter de opwarming van de Aarde. De eerste resultaten van het CLOUD-project lijken deze theorie te ontkrachten: kosmische straling heeft een verwaarloosbaar effect op de vorming van een belangrijk type van aerosolen die als nucleatiekernen dienen. De invloed op andere aerosolen is nog niet uit te sluiten.
Variaties in de kosmische straling zouden een gevolg kunnen zijn van de beweging van het zonnestelsel in de Melkweg. De omlooptijd van de zon in de Melkweg bedraagt ongeveer 220 miljoen jaar. De figuur suggereert dat het zonnestelsel tijdens een omloopcyclus tweemaal een verhoogde dosis kosmische straling ontvangt.

### Extreme weersomstandigheden
De waarde van {\displaystyle n} in de formule van de ruisspectra hoeft geen geheel getal te zijn zoals in de gevallen van witte, roze of bruine ruis. Het is voor organisaties en instellingen als verzekeringsmaatschappijen of waterschappen van levensbelang om inzicht te hebben in het verloop van frequentiespectra van chaotische verschijnselen als extreme weersomstandigheden en klimaatveranderingen. Daarin is de exponent {\displaystyle n} de bepalende factor.
Voor het bouwen van dijken of het berekenen van premies voor schadeverzekeringen zijn risicocalculaties voor betrekkelijk zeldzame gebeurtenissen nodig. De zwaarste stormen, hoogste waterstanden, grootste vulkaanuitbarstingen of zwaarste aardbevingen zijn betrekkelijk zeldzaam. Lichtere versies van deze verschijnselen zijn al wat algemener en de lichtste versies treden met enige regelmaat op. Op grond van de mathematische analyse van dit soort chaotische verschijnselen wordt aangenomen dat de kans op het optreden van een verschijnsel van grootheid {\displaystyle x} wordt gegeven door een uitdrukking als:
{\displaystyle P(x)=p_{0}\,e^{-kx}}
Met de grootheid {\displaystyle x} kan bijvoorbeeld de hoogte van de waterstand bedoeld worden of de maximale windsnelheid, hoeveelheid neerslag of duur van een droogteperiode. Risicoberekeningen worden vaak aan de hand van extrapolaties van frequentiespectra van meetgegevens en exponentiële functies gemaakt. Daarin speelt de exponent {\displaystyle k} de hoofdrol. Door de klimaatverandering in de afgelopen decennia is de waarde van de exponent {\displaystyle k} ook gaan veranderen zodat meetgegevens uit het verleden geen garantie vormen voor de toekomst.

## Huidige en toekomstige ontwikkelingen
Het onderzoek naar het klimaat in het geologische verleden heeft laten zien dat zich grote variaties in het klimaat voorgedaan hebben. Het huidige klimaat lijkt in dit perspectief relatief koel te zijn. De ijstijden die zich de laatste twee miljoen jaar van het Pleistoceen voorgedaan hebben waren mild in vergelijking met de ijstijden in het Precambrium, zoals tijdens het Cryogenium. Momenteel wordt een stijging van de gemiddelde temperatuur op aarde waargenomen. Deze constateringen roepen vragen op over de verandering van het klimaat op kortere termijn, zoals de klimaatverandering in de komende eeuw, en op de geologische tijdschaal, zoals de ontwikkelingen over de komende miljoenen of miljarden jaren.

### Koolstofkringloop

Industrie langs de Jangtsekiang in China

De koolstofflux in de koolstofkringloop die tussen de atmosfeer en andere systemen op aarde verloopt bedraagt naar schatting rond de 150 gigaton per jaar. De atmosfeer zelf bevat ongeveer 750 gigaton koolstof zodat ongeveer 20% van deze hoeveelheid jaarlijks met andere systemen op aarde uitgewisseld wordt. Daarbij gaat het voornamelijk om de opname en afgifte met de vegetatie van ongeveer 60 gigaton en de opname en afgifte door het zeewater van rond de 90 gigaton koolstof per jaar. De totale uitstoot als resultaat van menselijke activiteiten bedroeg volgens gegevens uit 1995 naar schatting 22 gigaton per jaar. In 2010 zou die uitstoot zijn gestegen tot naar schatting 30,6 gigaton. Dat is ongeveer 15 à 20% van de totale kooldioxide-uitstoot op aarde en dat is veel. Daarvan was in 1995 ongeveer 5,5 gigaton uitstoot per jaar, ongeveer een kwart, door de verbranding van fossiele brandstoffen.
De verblijftijd van kooldioxide in de atmosfeer is niet in een tijdsduur uit te drukken. Een klein deel van de CO2 verdwijnt al binnen enkele jaren uit de atmosfeer, het grootste deel is na ongeveer 100 jaar uit de atmosfeer verdwenen en ruwweg een kwart verdwijnt pas uit de atmosfeer na tienduizenden jaren, afhankelijk van de totale emissies. Onzekerheid in deze processen is de rol van de biosfeer, en dan met name de rol van verschillende micro-organismen in de koolstofkringloop. Effecten als sedimentatie van kalkrijke resten en vulkanisme zijn op korte termijn vrij klein maar kunnen op de geologische tijdschaal veel gewicht in de schaal leggen. Het kooldioxidegehalte van de atmosfeer heeft invloed op de pH, of zuurgraad, van het zeewater en daarmee ook op de oplosbaarheid van kooldioxide, het leven in zee en de sedimentatie. De pH van het zeewater is sinds de industriële revolutie gedaald van 8,2 naar 8,1. Hoe de koolstofkringloop zich de komende eeuw gaat ontwikkelen is onderwerp van onderzoek en discussie.

### Waarnemingen en modelberekeningen

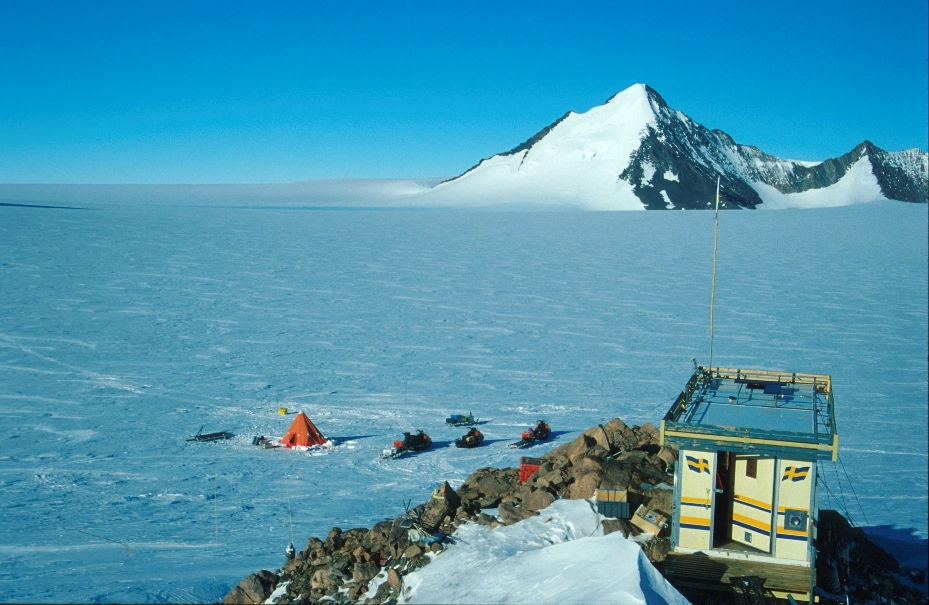
Klimatologisch meetstation op Antarctica

Sinds het begin van de 20e eeuw is de gemiddelde temperatuur met ongeveer 1,2 °C gestegen. Deze temperatuurstijging wordt veroorzaakt door menselijke activiteiten: door het verbranden van fossiele brandstoffen, ontbossing en bepaalde industriële en landbouwactiviteiten is de concentratie aan broeikasgassen in de aardatmosfeer sterk gestegen sinds 1750.
Modelberekeningen, als metastudie gecombineerd in de rapporten van het Intergovernmental Panel on Climate Change, geven aan dat de gemiddelde temperatuur op aarde tussen 1990 en 2100 met 0,3 °C tot 4,8 °C stijgt. Met name temperatuurstijgingen van meer dan 2 °C zouden grote veranderingen met zich meebrengen voor mens en milieu, door zeespiegelstijging, toename van droogte- en hitteperioden, extreme neerslag en andere effecten.

### Geochemie en de koolstofkringloop

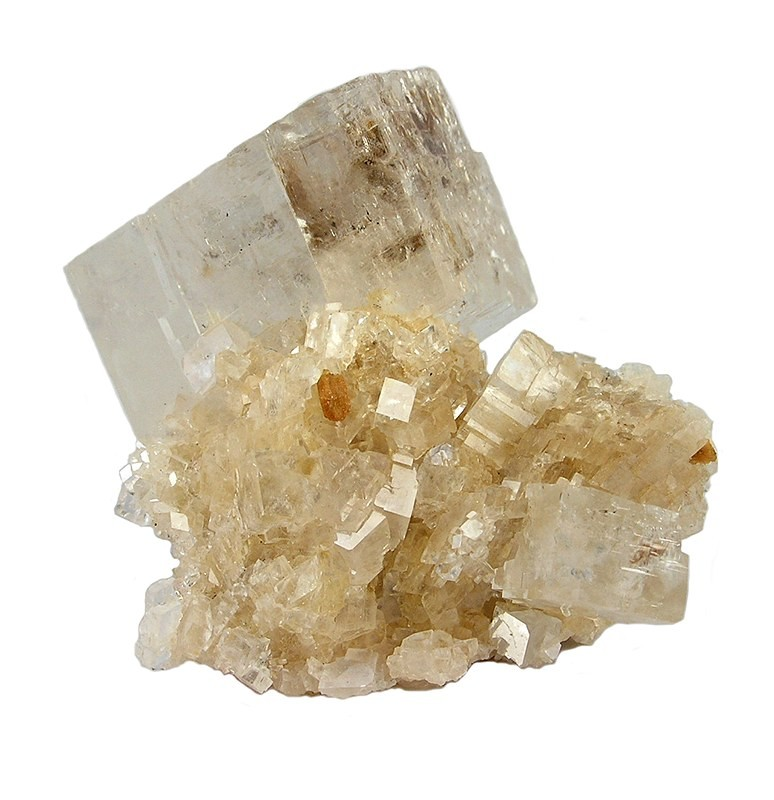
Florenciet, een magnesiumcarbonaat MgCO_{3} of magnesiet

De hoeveelheid koolstof die zich in de atmosfeer, fossiele brandstofvoorraden, veenpakketten en de biomassa in de biosfeer bevindt, bedraagt in totaal enkele teratonnen. Dat is weinig vergeleken bij de hoeveelheid koolstof die in de vorm van carbonaten in gesteenten en zeewater opgeslagen is, een hoeveelheid in de orde van 100 petaton. Bovendien zijn er ruim voldoende magnesium-ionen in de aardkorst aanwezig, in basaltlagen als olivijn, om alle koolstof uit de atmosfeer en biosfeer via verweringsprocessen in de vorm van het carbonaat magnesiet te binden. Magnesiet heeft een lage energie en olivijn bindt kooldioxide op efficiënte wijze.
Als de zonneactiviteit buiten beschouwing gelaten wordt is de Aarde thermodynamisch gezien een open systeem in een universum met een gemiddelde temperatuur van ongeveer 2,7 kelvin of ongeveer −270 °C. Op geologische tijdschaal valt het te verwachten dat de kern van de Aarde in deze koude omgeving langzaam afkoelt. Koolstof die in de aardkorst opgeslagen is zal minder snel weer vrijkomen door het afnemende vulkanisme. De koolstof die in de koolstofkringloop tijdens verweringsprocessen oplost, neerslaat en in sedimenten wordt vastgelegd, wordt daardoor in toenemende mate aan de atmosfeer en de biosfeer onttrokken. Uiteindelijk zal de CO2-concentratie in de atmosfeer dalen en zullen ijstijden meer voorkomen en langer duren als alle andere omstandigheden ongewijzigd blijven.

### Geofysische processen

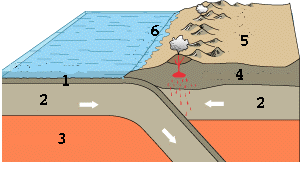
Subductie van een oceanische onder een continentale plaat.
1 - oceanische korst
2 - lithosferische mantel
3 - asthenosfeer
4 - continentale korst
5 - gebergtevorming en vulkaanboog
6 - oceanische trog.

De convectie in de aardmantel is de drijvende kracht achter de Wilsoncyclus en de platentektoniek die de verdeling van aardmassa's over het aardoppervlak bepaalt. De oceaanbodem bestaat voor het grootste deel uit zwaar mafisch basalt. De plaat groeit vanuit een mid-oceanische rug aan en zakt na afkoeling in een subductiezone weer onder de lithosfeer terug in de aardmantel. De dikte van de plaat is dan gegroeid van enkele tientallen kilometers boven de mid-oceanische rug tot ongeveer 200 km bij de subductiezone. Aan de randen van de continentale korsten worden vaak relatief smalle bergruggen met vulkanen gevormd die uit lichtere stollingsgesteenten bestaan. In het geval van continentale collisie vormen zich bredere bergruggen en hoogvlakten zoals in het geval van de Alpen, de Himalaya en Tibet. De afstanden waarover platen ten opzichte van elkaar verschuiven bedraagt nu ongeveer 1 tot 5 cm per jaar. De snelheid waarmee de bodem kan stijgen of dalen waardoor gebergten worden gevormd en in de Aarde wegzinken varieert tegenwoordig van enkele millimeters tot een centimeter per jaar.
De zware basische of mafische basalten bestaan voor een groot deel uit verbindingen tussen ijzer, SiO2 en magnesium. De lichtere zure of felsische stollings- en afzettingsgesteenten, waaruit de continenten en veel bergruggen opgebouwd zijn, bestaan voor een groot deel uit graniet en mineralen variërend van kwarts SiO2 en veldspaat, zoals albiet NaAlSi3O8, tot pyriet (FeS) en mengsels als graniet. Daarnaast bestaan grote delen van het continentaal plat uit krijtgesteente en kalksteen CaCO3 of afzettingen van zand, klei en löss met een relatief laag soortelijk gewicht. Veel graniet wordt aan basis van de continentale massa gevormd boven de Mohorovičić-discontinuïteit, de overgang naar de diepere basaltlaag meestal op 35 à 60 km diepte.
De zure of mafische basaltlagen, zoals olivijn, kunnen kooldioxide goed binden maar ze liggen meestal niet direct aan het oppervlak zoals veel felsische gesteenten. Tijdens vulkaanuitbarstingen kunnen kooldioxide en zwaveloxiden (SOx) vrijkomen die in magmakamers door de thermische metamorfose of pyrolyse van gesteenten gevormd zijn. Vulkanisme verhoogt de concentraties van zwaveloxiden en kooldioxide die het milieu verzuren waardoor veel soorten veelal jonge gesteenten kunnen verweren. Bij verwering wordt veel kooldioxide gebonden.
De aardkern en de aardmantel worden hoofdzakelijk op temperatuur gehouden door het spontane radioactieve verval van radioactieve isotopen waaronder de uranium-235-, uranium-238-, thorium-232- en kalium-40-isotopen. De uranium-235-isotoop heeft een halveringstijd van 700 miljoen jaar zodat de warmteontwikkeling ten gevolge van het verval van uranium-235 in de Aarde elke 700 miljoen jaar met de helft vermindert. Sinds het ontstaan van de Aarde is de warmteontwikkeling ten gevolge van het verval van uranium-235 al met 99% gedaald. De daling van de warmteontwikkeling heeft op langere termijn gevolgen voor de convectie in de aardmantel en de platentektoniek. Het vulkanisme zal daardoor op lange termijn afnemen en de platentektoniek zal vertragen. De stijging en daling van de bodem die voor gebergtevorming zorgt zal vertragen. Daardoor neemt de verwering af waardoor de kooldioxideconcentratie in de atmosfeer per saldo toeneemt en het klimaat warmer wordt.

### Variërende obliquiteit

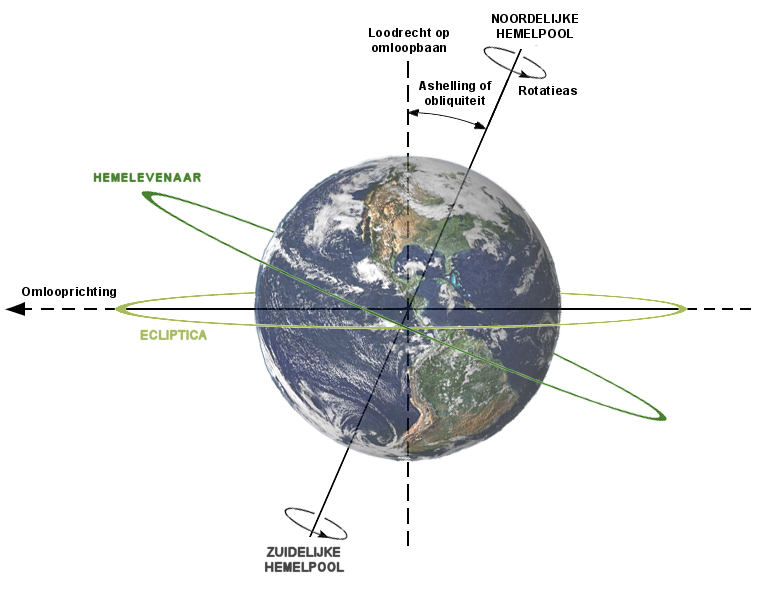
Obliquiteit van de aardas

De obliquiteit, of de hoek die de aardas maakt met de normaalvector van het vlak van de aardbaan, varieerde de afgelopen 5 miljoen jaar tussen 22,0425° en 24,5044° met een periode van 41.000 jaar. De afstand tot de Maan heeft invloed op deze variaties. De afstand van de maan tot de Aarde neemt in de komende 1,5 miljard jaar ten gevolge van getijdenvelden toe van 60 tot 66,5 keer de aardstraal. Hierdoor gaat de obliquiteit variëren tussen 22° en 38°. Over 2 miljard jaar zal de variatie in obliquiteit verder opgelopen zijn tot tussen 27° en 60°.
De grotere obliquiteit heeft tot gevolg dat op lagere breedtegraden de verschillen tussen de seizoenen groter worden omdat de variatie in de stand van de zon boven de horizon groter wordt waardoor ze gemiddeld minder hoog aan de hemel staat. Het gevolg is dat de gemiddelde jaartemperatuur daalt op lagere breedtegraden. Op hogere breedtegraden en op de polen gebeurt het omgekeerde. Tijdens de winterperioden daalt de temperatuur ongeveer naar dezelfde waarde als voorheen maar tijdens de zomerperioden stijgt de gemiddelde temperatuur naar hogere waarden omdat de dagen langer worden en de zon gemiddeld hoger boven de horizon komt te staan. De gemiddelde jaartemperatuur zal daardoor toenemen op hogere breedtegraden.
De huidige waarde van de obliquiteit is 23,44° en ze is aan het afnemen. Dat betekent dat de gemiddelde jaartemperatuur op de polen en in streken met een gematigd klimaat momenteel zou moeten dalen en dat de Aarde, in normale omstandigheden op weg zou zijn naar een volgend glaciaal. Wat de invloed van de opwarming van de Aarde hierop is, wordt nog onderzocht.

### Zonneactiviteit

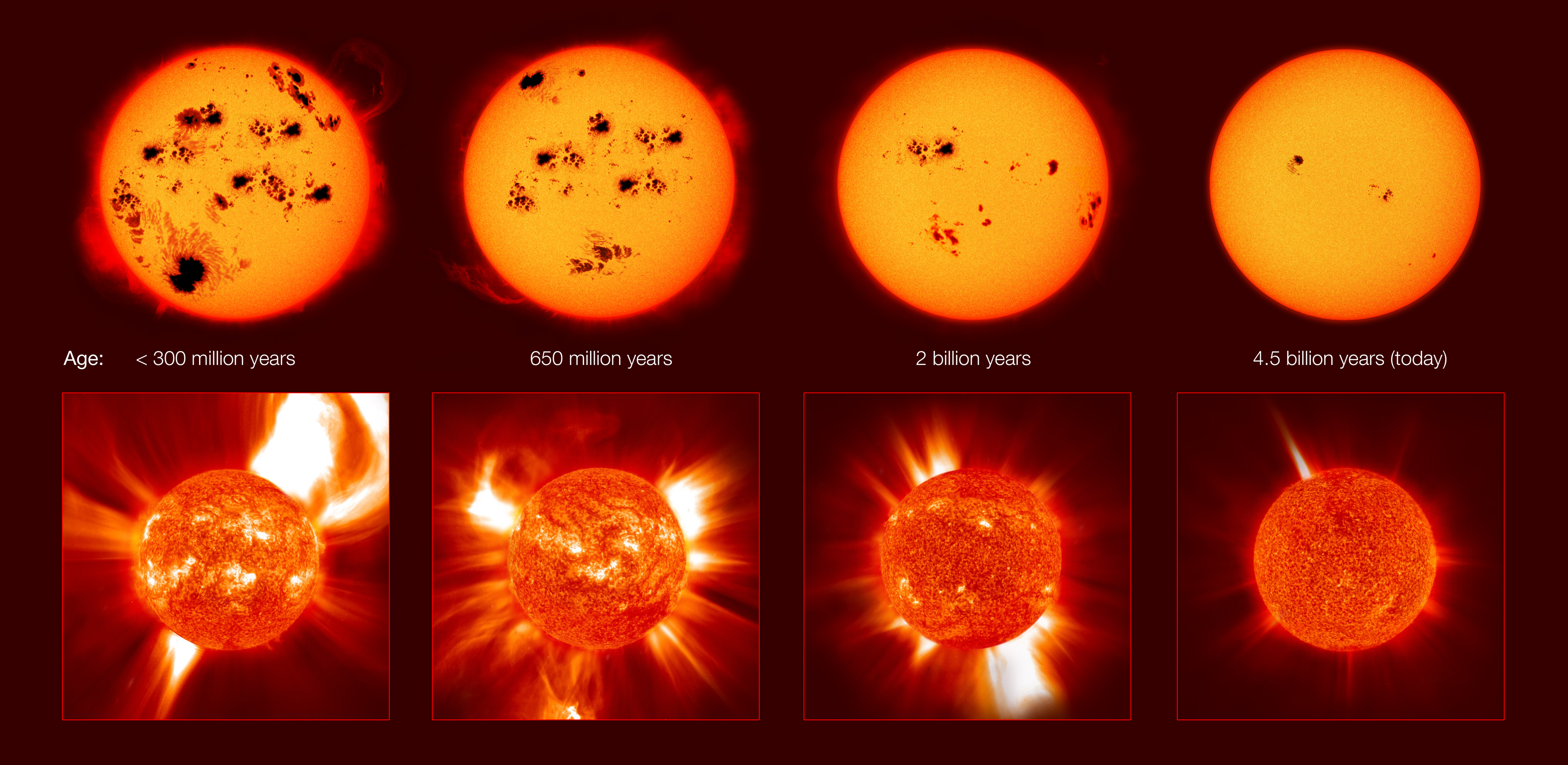
Ontwikkeling van de Zon tijdens de hoofdreeksfase,
na <300, 650, 2000 en 4500 miljoen jaar.

Naast het effect van de concentraties van broeikasgassen heeft onder andere de zonneactiviteit invloed op het klimaatsysteem. Kort na het ontstaan van de Zon uit de zonnenevel, als G2 ster uit de hoofdreeks, was de activiteit van de Zon aanvankelijk ongeveer 30% lager dan nu. Daarbij zond ze echter honderden malen meer ultraviolette en röntgenstraling uit dan tegenwoordig. Na enige honderden miljoenen jaren was de Zon redelijk gestabiliseerd. De zonneactiviteit neemt langzaam toe omdat de massa, de dichtheid en de druk in de kern van de zon langzaam toenemen. Deze veranderingen zijn het gevolg van de toename van de concentratie ven zwaardere atoomkernen waardoor het kernfusieproces in de zonnekern zichzelf versnelt. De mantel wordt daardoor heter en zet steeds verder uit. De huidige klimaatveranderingen ten gevolge van de antropogene opwarming van de aarde worden echter niet veroorzaakt door veranderingen in zonne-activiteit. Zonne-activiteit veranderde namelijk nauwelijks over de afgelopen decennia.
Een andere mogelijke invloed van de zon op het klimaat verloopt via de invloed van haar magnetische veld. Deze vormt een schild tegen kosmische deeltjes. De sterkte van dit schild zou potentieel van invloed zijn op de wolkvorming op onze planeet. Deze theorie wordt met name gepropageerd door de Deense klimaatwetenschapper Henrik Svensmark. Een laboratoriumexperiment, het CLOUD-project bij CERN, zal hier duidelijkheid in moeten verschaffen. De eerste resultaten laten zien dat kosmische straling geen significante invloed heeft in de vorming van een bepaald soort aerosol, maar dat het voor andere aerosolen nog niet is uit te sluiten.

#### Verre toekomst
Op langere termijn wordt de zon steeds warmer en groter. Over ruim een miljard jaar zou het daardoor op aarde zo warm zijn dat het grootste deel van het water in de oceanen verdampt. Alleen extremofiele organismen kunnen onder zulke omstandigheden overleven. Over ongeveer twee miljard jaar begint het klimaat op aarde veel op het huidige klimaat op Venus te lijken. Daarna begint de waterdamp in de atmosfeer te ontleden waarbij het waterstofgas aan de zwaartekracht van de Aarde ontsnapt en in de interplanetaire ruimte opgenomen wordt. Over 5,5 miljard jaar bereikt de Zon het stadium van rode reus. Daarbij neemt de straal van de Zon toe tot voorbij de baan van de planeet Venus en mogelijk zelfs tot voorbij de aardbaan. De Aarde zal voor die tijd verbranden en door getijdenvelden fijngemalen worden en uit elkaar vallen. De resten zullen verdampen en oplossen in de planetaire nevel die ontstaat uit de buitenste lagen die door de Zon afgestoten worden. De kern van de Zon trekt hierbij samen tot een witte dwerg.